# Storia di Bologna

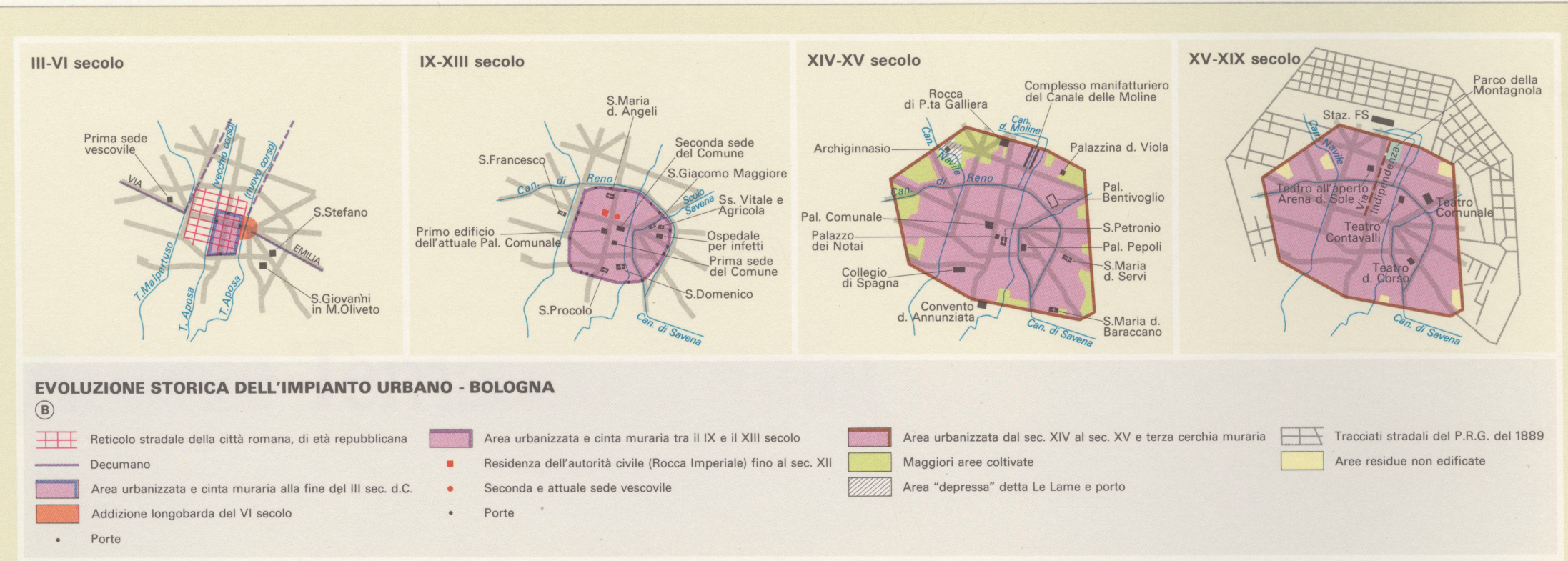
Evoluzione urbanistica della città di Bologna fra il III e il XIX secolo

## La nascita di Bologna tra mito e leggende
Esistono varie leggende sulla nascita di Bologna: una attribuisce la sua fondazione all'umbro Ocno, messo in fuga dall'Umbria dall'etrusco Auleste, che fondò un villaggio dove ora sorge Bologna, e venne successivamente scacciato sempre dagli etruschi.  Un'altra storia parla di Felsino, discendente di un altro Ocno (etrusco, detto anche Bianore, figlio di Manto e nipote di Tiresia, lo stesso leggendario fondatore di Pianoro, Parma e Mantova, di cui parla anche Virgilio nell'Eneide), che diede il nome alla città, successivamente cambiato dal figlio Bono in Bononia.
Forse la leggenda più affascinante è quella che narra del re etrusco Fero, proveniente da Ravenna e approdato nella pianura tra due torrenti, i futuri Aposa e Ravone, il quale assieme ai suoi uomini cominciò a costruire capanne in quella terra sconosciuta ma fitta di vegetazione e in un'ottima posizione geografica. Il villaggio si ampliò attorno a uno dei due torrenti e Fero fece costruire un ponte per collegarne le due sponde: il Ponte di Fero (talvolta erroneamente ricordato come "ponte di ferro", situato probabilmente nell'odierna via Farini tra piazza de' Calderini e piazza Minghetti). Un giorno però Aposa, amante di Fero, venne travolta da una piena del fiume mentre stava raggiungendo l'abitazione di Fero per vie nascoste. Da allora il torrente prese il nome della donna, Aposa, e scorre ancora oggi nei sotterranei di Bologna. Il villaggio crebbe e Fero decise di proteggerlo con una cinta muraria e, benché anziano, lavorò lui stesso alla costruzione. Durante il lavoro, in una caldissima giornata estiva la figlia di Fero porse al padre un recipiente d'acqua a patto che Fero desse il suo nome alla città. Fero acconsentì e mantenne la promessa; da quel momento la città prese il nome della figlia, Felsina.

## I primi insediamenti

### Villanoviani ed Etruschi

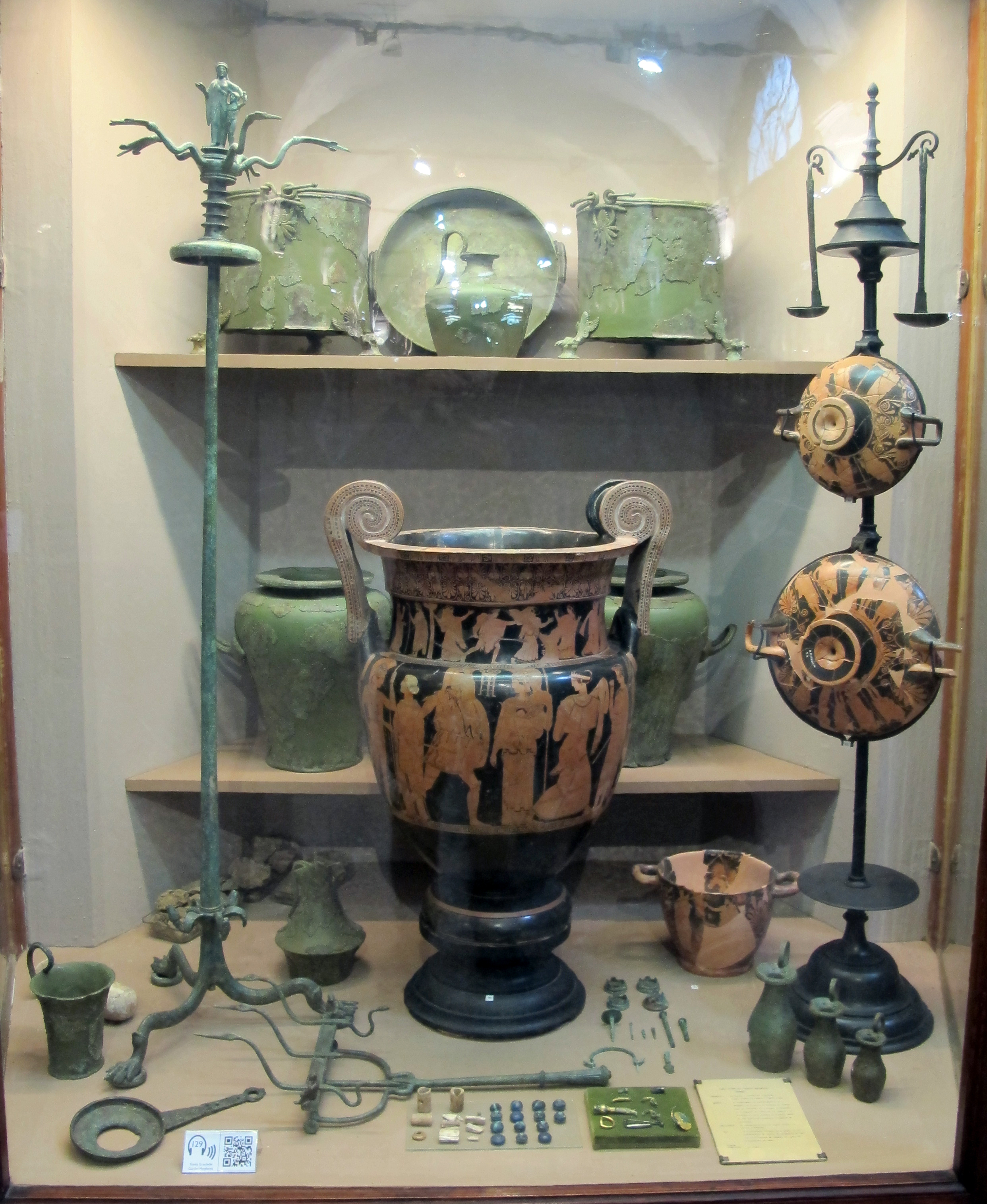
Ritrovamenti nella necropoli etrusca presso i Giardini Margherita, Museo Civico Archeologico

La zona di Bologna è stata abitata fin dal IX secolo a.C., come risulta dagli scavi effettuati da Giovanni Gozzadini a partire da metà Ottocento nella vicina Villanova, frazione di Castenaso. In questo periodo, e fino al VI secolo a.C., l'insediamento appartiene alla fase indicata appunto come villanoviana ed è sparso in vari nuclei che per evidenti ragioni pratiche sono siti fra il fiume Idice e il fiume Reno: ambiente più protetto, lontano dalle montagne e clima temperato. L'economia agricola e pastorale costituisce la prima organizzazione civile nella prima età del ferro (1000-750 a.C.).
Nel VII-VI secolo a.C. abbiamo testimonianze della civiltà etrusca, che la battezzò Felsina (probabilmente Felzna in lingua etrusca). In questa età Bologna divenne un centro urbano organizzato ed assunse un ruolo importante tra gli insediamenti della Pianura padana. Vennero intraprese ristrutturazioni edilizie profonde e modifiche dell'assetto insediativo tali da far assumere alla città un impianto regolare orientato nord-sud. Le abitazioni divennero più complesse e più simili a quelle riscontrate a Kainua (fondata nel V secolo a.C. presso l'attuale Marzabotto), e nell'Etruria: edifici più estesi, con ambienti coordinati e forse distribuiti attorno a corti interne e dotati di tettoie all'esterno. Si diffuse più ampiamente l'uso della pietra, a discapito dei materiali deperibili della fase precedente.
Felsina occupava una superficie leggermente più ristretta di quella dei villaggi villanoviani ma la città era dotata comunque di un'area sacra, Villa Cassarini (sulla collina dove ora sorgono le facoltà di Ingegneria e Chimica Industriale) e di alcune necropoli (la più importante ritrovata presso i Giardini Margherita).

### Bononiaceltica

Le popolazioni della Gallia cisalpina 391-192 a.C.

Con la discesa dei Galli nella penisola italica, tra il V e il IV secolo a.C., gli Etruschi vennero progressivamente messi in minoranza e Felsina fu conquistata dalla tribù gallica dei Boi.
Tracce di incendi e destrutturazioni emerse dagli scavi archeologici fanno pensare ad una crisi violenta della città etrusca. Nel periodo celtico, pur riscontrando una minore densità delle strutture abitative, proseguì un'attività edilizia organizzata, anche se più rarefatta e disorganica, con una distribuzione delle abitazioni meno omogenea, orientamenti modificati e occupazione di spazi precedentemente aperti.
Sebbene sconfitti nel 225 a.C. nella battaglia di Talamone, i Galli Boi mantennero abbastanza potere e indipendenza per essere un alleato chiave di Annibale nelle Guerre puniche. Con la sconfitta di Cartagine, la rappresaglia romana portò alla distruzione di molti centri abitati gallici e gallo-etruschi come Monte Bibele, dove Etruschi e Celti avevano sviluppato un'armonia non unica nella Gallia Cisalpina. I Galli Boi vennero definitivamente sconfitti dalle truppe romane nel 196 a.C. e poi nel 191 a.C., da Publio Cornelio Scipione Nasica, portando così alla confisca dell'ager boicus e all'inizio dell'egemonia romana sulla città.

### Bononiacolonia romana

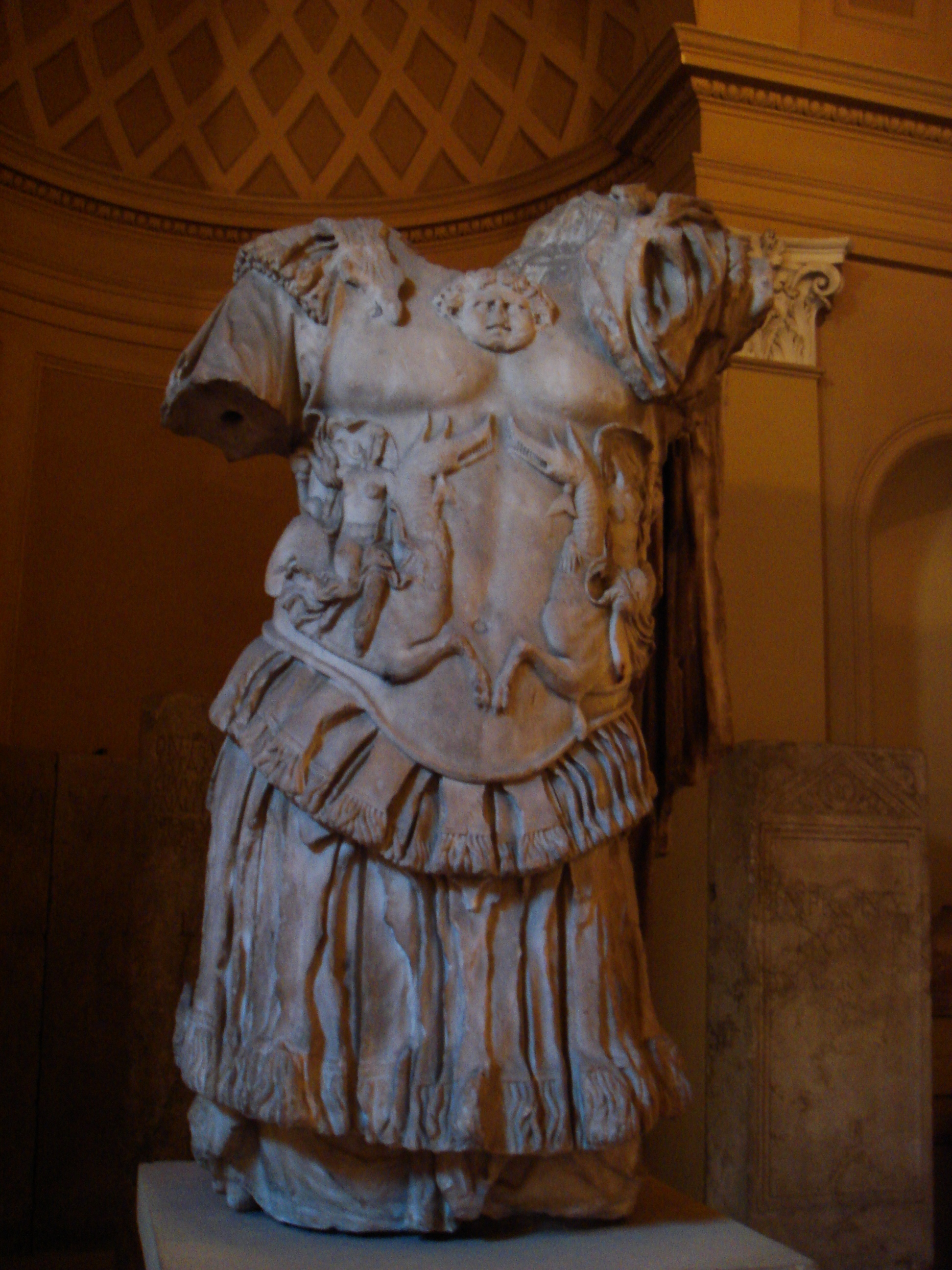
Frammento di statua probabilmente raffigurante Nerone, ritrovata presso il teatro romano (piazza de' Celestini), conservato al Museo Civico Archeologico.

Sconfitti i Boi, il senato della Repubblica romana votò nel 189 a.C. l'istituzione della colonia romana di Bononia. Il nome, latinizzato dai romani, era forse tratto dalla denominazione della tribù stessa (Boi) oppure dalla parola celta bona, che presumibilmente significava "città" o "luogo fortificato", o forse riprendeva il nome di una divinità celtica della prosperità. Alla fondazione di questa ed altre colonie nella zona emiliano-romagnola seguì la costruzione di una fitta rete stradale, tra cui la via Emilia, nata nel 187 a.C., voluta dal console Marco Emilio Lepido. Bononia divenne uno dei fulcri della rete viaria romana, collegata anche ad Arezzo ed Aquileia tramite la via Flaminia militare e la via Emilia Altinate rispettivamente.
Il centro fu notevolmente ampliato e nell'88 a.C., a conclusione delle guerre sociali, Bononia cambiò il suo stato giuridico: da colonia divenne municipio e i suoi cittadini acquisirono la cittadinanza romana.
Le guerre civili e la crisi politica che smossero la metà del I secolo a.C. segnarono di fatto la fine della repubblica e diedero avvio, con la morte di Cesare, ad una serie di fatti di guerra, alcuni dei quali si svolsero nella città di Bononia. In un'isoletta del fiume Reno nacque nel 43 a.C. il secondo triumvirato formato da Antonio, Lepido ed Ottaviano che promise grosse ricompense ai veterani. Bononia ne dovette accogliere un buon numero ed a costoro vennero assegnati terreni abbandonati in seguito alle guerre sociali.
In età augustea Bononia arricchì l'arredo urbano con oltre 10 chilometri di pavimentazioni stradali stabili. In quel periodo si costruirono anche le fognature ma l'opera più eclatante fu l'acquedotto che convogliava le acque dal torrente Setta nei pressi di Sasso Marconi e la portava, come avviene tuttora, alle porte della città passando per Casalecchio di Reno con una galleria di 18 chilometri.
Sempre in quel periodo si rinnovarono gli edifici pubblici con largo uso di marmi e quelli privati in cui si diffuse l'uso del mosaico; entrarono in funzione le terme, un teatro, l'arena e sorsero le prime fabbriche di tessuti. Bononia era costruita in mattoni, selenite e soprattutto legno, e proprio a causa di ciò risultò gravemente danneggiata da un incendio nel 53 d.C. ma fu subito ricostruita grazie all'interessamento di Nerone, il quale, fra l'altro, fece ampliare e abbellire il teatro.
Nel 313 i due augusti Costantino e Licinio sottoscrissero l'accordo noto come Editto di Milano, attraverso il quale si riconosceva la libertà religiosa nell'impero. Nello stesso anno a Bononia venne eletto il primo vescovo, Zama.

### La decadenza dell'Impero romano d'occidente

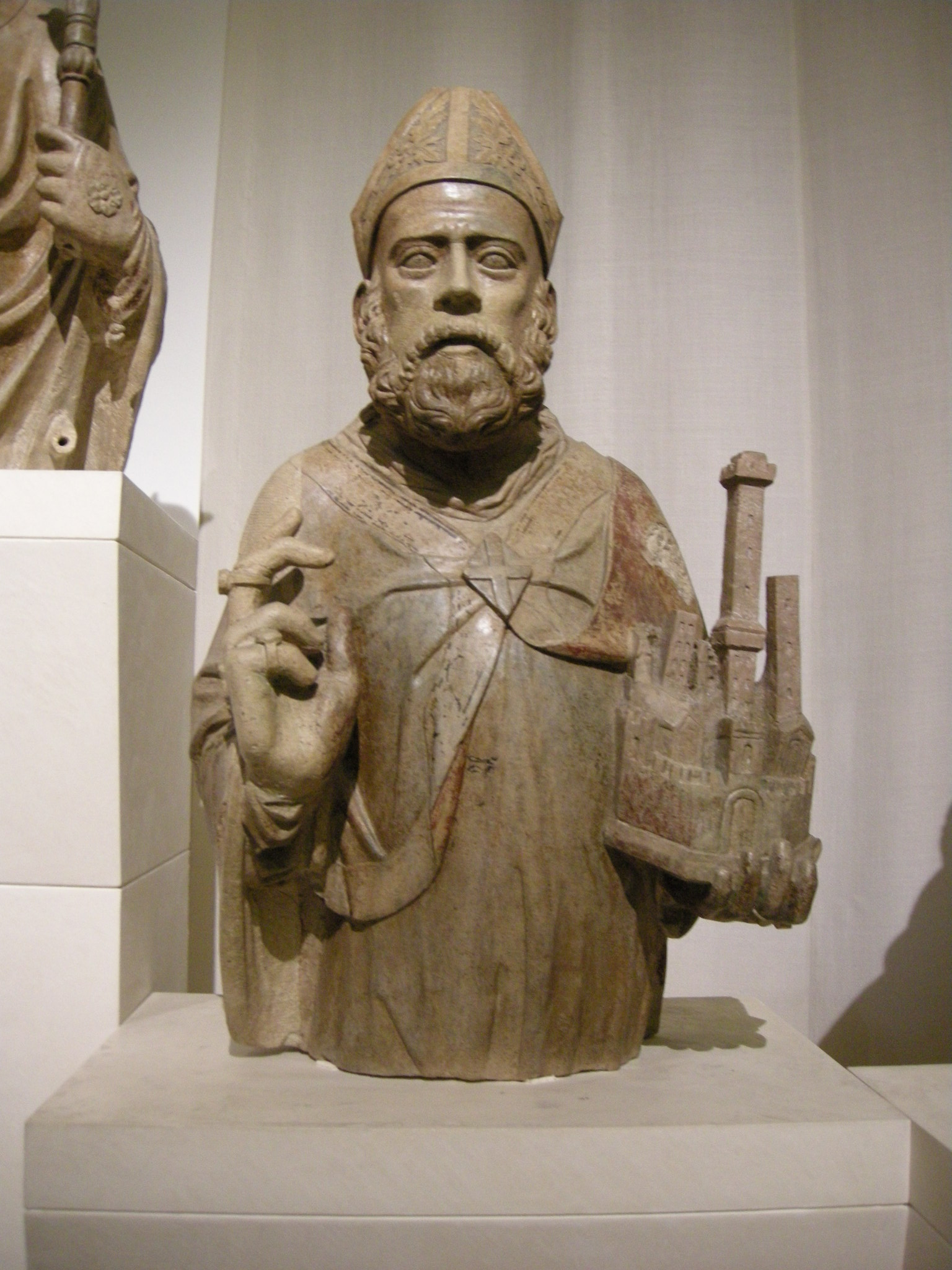
Pierpaolo dalle Masegne, statua di San Petronio, museo civico medievale, Bologna.

Alla fine del III secolo i barbari dilagarono tra tutte le città attraversate dalla via Emilia che furono terreno di conquista e i bolognesi decisero di chiudersi entro una cerchia muraria costruita con blocchi di selenite che, però, non racchiudevano tutta l'area urbana ma escludevano i quartieri più poveri a nord e a ovest. Il vescovo di Milano, Ambrogio, fece porre quattro croci davanti a 4 delle 6 porte della città: Porta Ravegnana (verso levante), Porta San Procolo (verso mezzogiorno), Porta Stiera (verso Ponente), Porta San Cassiano poi di San Pietro (verso settentrione). Le croci vennero trasferite nella Basilica di San Petronio solo nel 1798.
Nel 430 la Chiesa di Bononia, fino a quel momento alle dipendenze della Chiesa di Milano, passò sotto la giurisdizione della Chiesa di Ravenna. Nello stesso anno, alla morte di Felice venne nominato vescovo Petronio, quinto vescovo di Bologna, direttamente dal papa Celestino I e molto più tardi fu assunto come patrono della città. Petronio, nato a Costantinopoli da famiglia patrizia, diede organizzazione alla Chiesa bolognese e alla società civile ed ottenne l'editto che allargava la giurisdizione di Bologna dal fiume Panaro al Senio e il decreto che garantiva alla città il privilegio dello studio del diritto romano. Inoltre mise in opera la costruzione della Santa Gerusalemme vicino alle tombe venerate dei santi Vitale ed Agricola e sorse così il gruppo delle chiese dette del primo martire e cioè il complesso di Santo Stefano. Petronio morì nel 451.
Di lì a poco scesero dal nord gli unni di Attila e successivamente Odoacre, capo degli Eruli, che era diretto a Ravenna, allora capitale dell'Impero, a deporre l'ultimo imperatore romano, Romolo Augusto. Era l'anno 476 in cui si concluse la lunga agonia dell'Impero romano d'Occidente.

## Dal Medioevo al Rinascimento

### Il dominio Longobardo e l'annessione al regno d'Italia

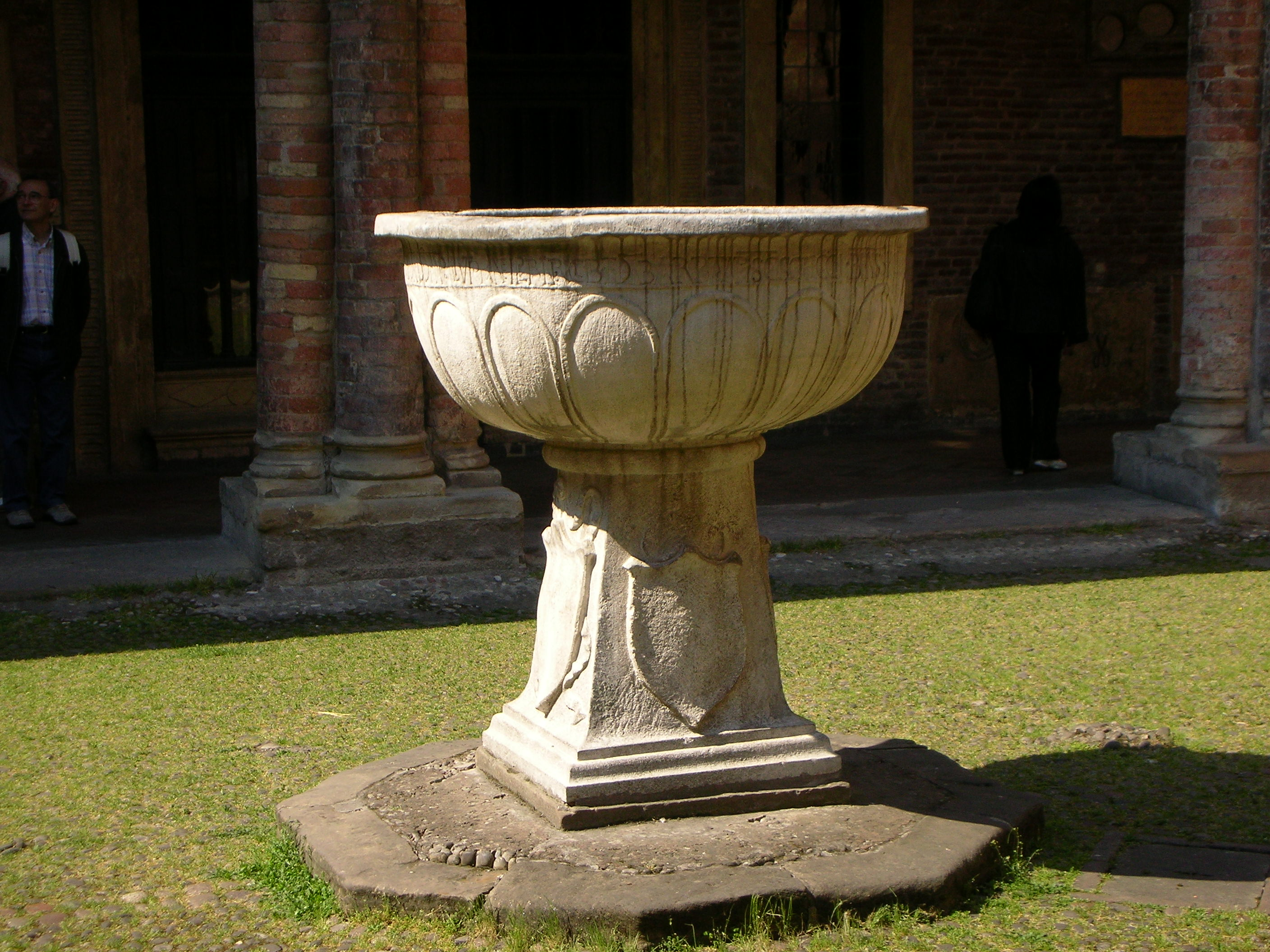
Il cosiddetto "catino di Pilato" presso la basilica di Santo Stefano, di età longobarda (VIII secolo) con i nomi dei re Liutprando e Ildebrando e del vescovo Barbato.

Bologna subì, dopo la caduta dell'Impero romano d'Occidente, una serie di violenze prima da Odoacre poi dagli ostrogoti di Teodorico, infine dagli eserciti imperiali. Gran parte delle antiche aree urbane all'esterno delle mura divennero un immenso campo di rovine. Bologna e tutte le città cispadane (a parte forse Ravenna) subirono per secoli questo periodo di anarchia. Nel 727 Liutprando, re dei Longobardi, approfittando del collasso del sistema bizantino, infranse il trattato di pace e puntò verso Ravenna travolgendo e occupando Bologna. Non lo fece per ragioni politiche, si ritirò al di qua del fiume Santerno, lasciando Ravenna alle dipendenze dell'Impero bizantino, mentre Bologna restò sotto il dominio longobardo. Essi non occuparono la città murata ma si stabilirono all'esterno dove già erano presenti nuclei germanici nel luogo in cui sorgeva la vecchia chiesa dedicata al culto di Santo Stefano. L'area venne delimitata da una fortificazione semicircolare detta addizione longobarda. Il tramite tra le due civiltà, interna romana ed esterna germanico-longobarda, di fatto fu Porta Ravegnana.
Con la Promissio Carisiaca venne formalmente promessa al papa, ovvero alla Santa Sede insieme all'esarcato d'Italia, ma Bologna rimase longobarda fino al 774 anno in cui Carlo Magno conquistò il regno longobardo. Bologna, poi, fu ufficialmente unita al regno d'Italia. Nell'898 re Berengario I concesse al vescovo ed alla Chiesa di Bologna il porto delle navi sul Reno, presso il mercato della Selva Piscariola. All'inizio del IX secolo avvenne il trasferimento della sede vescovile nella cattedrale di San Pietro e lo sviluppo dei monasteri di Ronzano, San Vittore e Santa Maria in Monte.

### Il comune e l'Università

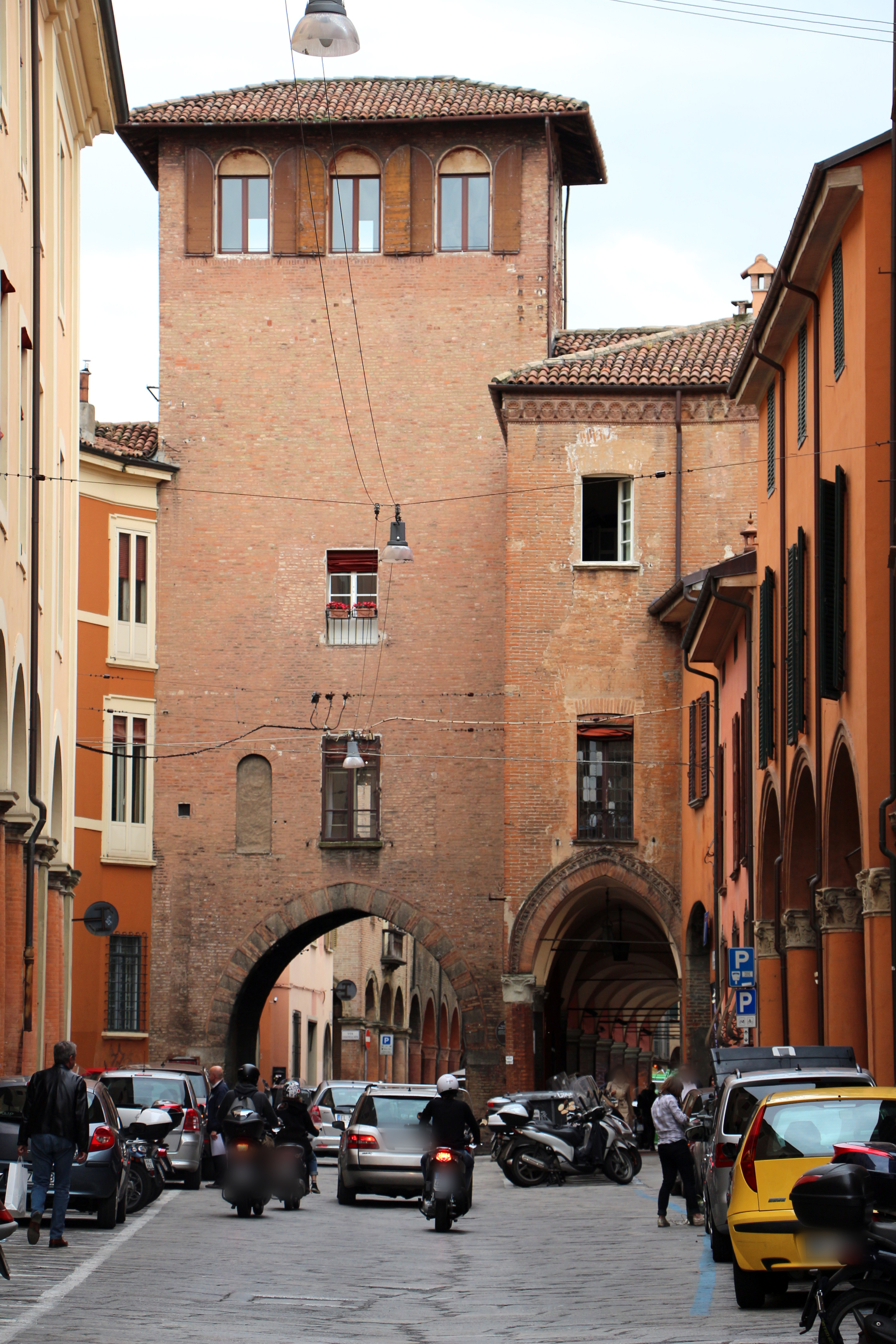
Torresotto di via Castiglione, resto della seconda cerchia di mura

Tra la fine del X secolo e l'inizio dell'XI secolo il risveglio della città coinvolse il monachesimo e, in generale, la vita religiosa, proprio mentre l'Europa si apprestava ad entrare in un periodo di grande fervore civile e politico: le lotte per le investiture. Bologna era tanto città imperiale quanto papale (per i diritti della Santa Sede risalenti a Carlo Magno). Nella confusa situazione politica, forte fu l'influenza sulla città della potente contessa Matilde di Canossa, schierata con il papa. Durante questo periodo, Bologna si trasformò notevolmente e sorsero al di fuori delle mura numerose nuove costruzioni, nuovi quartieri e di conseguenza nuove mura e nuove porte.
Lo scontro fra papato e impero, così come lo sviluppo demografico ed economico, diedero anche impulso allo studio del diritto. A Bologna, sul finire dell'XI secolo, maestri di grammatica, di retorica e di logica iniziano a studiare e riordinare il diritto giustinianeo, fondamento legale dell'impero, e a insegnarlo privatamente a scolaresche formate da giovani appartenenti a famiglie ricche, spesso nobili. Nacque così lo Studium, poi Universitas Scholarium, ovvero l'Università (datata in seguito 1088 da una commissione presieduta da Giosuè Carducci), che costituirà nei secoli la maggior gloria della città e il più efficiente veicolo della sua fama in ambito europeo, da cui l'appellativo Bologna, la dotta. I primi maestri di cui abbiano notizia furono Pepo (Pepone) e Warnerio (Irnerio). L'accorrere di studenti italiani e stranieri (soprattutto tedeschi) accompagnarono il risveglio economico ed una crescita politica e culturale.
La lotta per le investiture si concluse con la morte della contessa Matilde, nel 1115. I bolognesi insorsero e distrussero la rocca imperiale (di cui resta solo il nome in via Porta di Castello), ma vennero perdonati dall'imperatore Enrico V che concesse l'anno successivo una serie di concessioni giurisdizionali ed economiche, con un Diploma firmato a Governolo il 15 maggio fra il cancelliere imperiale Burcardo e Irnerio stesso, a capo di una delegazione di dieci bolognesi. Da questo atto si fa convenzionalmente risalire l'origine di quell'organismo che verrà chiamato Comune (anche se i consoli sono menzionati già dal 970), inizialmente composto da elementi aristocratici, in particolare giuristi.

### Le lotte contro l'autorità imperiale
Il comune partecipò alla lotta contro il Barbarossa disceso in Italia per restaurare l'autorità imperiale. Dopo un periodo di buoni rapporti in cui l'imperatore concesse privilegi agli studenti con l'Editto di Roncaglia, l'insofferenza dei cittadini determinò una serie di urti insanabili che costrinsero il Comune di Bologna a un atto di sottomissione: pagò un'ammenda spianando mura e fossati per evitare una probabile punizione più severa. Non appena il Barbarossa tornò in Germania, però, i bolognesi insorsero uccidendo il podestà imperiale Bezo e aderirono alla Lega Lombarda che nel 1176 inflisse all'imperatore la sconfitta di Legnano.
Successivamente, in seguito alla pace di Costanza del 1183, Bologna ottenne una serie di privilegi tra cui quello di poter coniare moneta. Il Comune iniziò un processo democratico che accentuò la pressione di nuovi ceti emergenti ai danni della vecchia classe aristocratica di origine feudale. Questo processo portò ad esempio ad uno dei primi atti nella storia di abolizione della schiavitù (Liber Paradisus, 1256). Bologna fu la città che si avvantaggiò maggiormente dalle lotte tra i comuni e tese ad espandersi verso Modena, la Romagna e verso Pistoia con la conseguenza di accendere rivalità secolari.

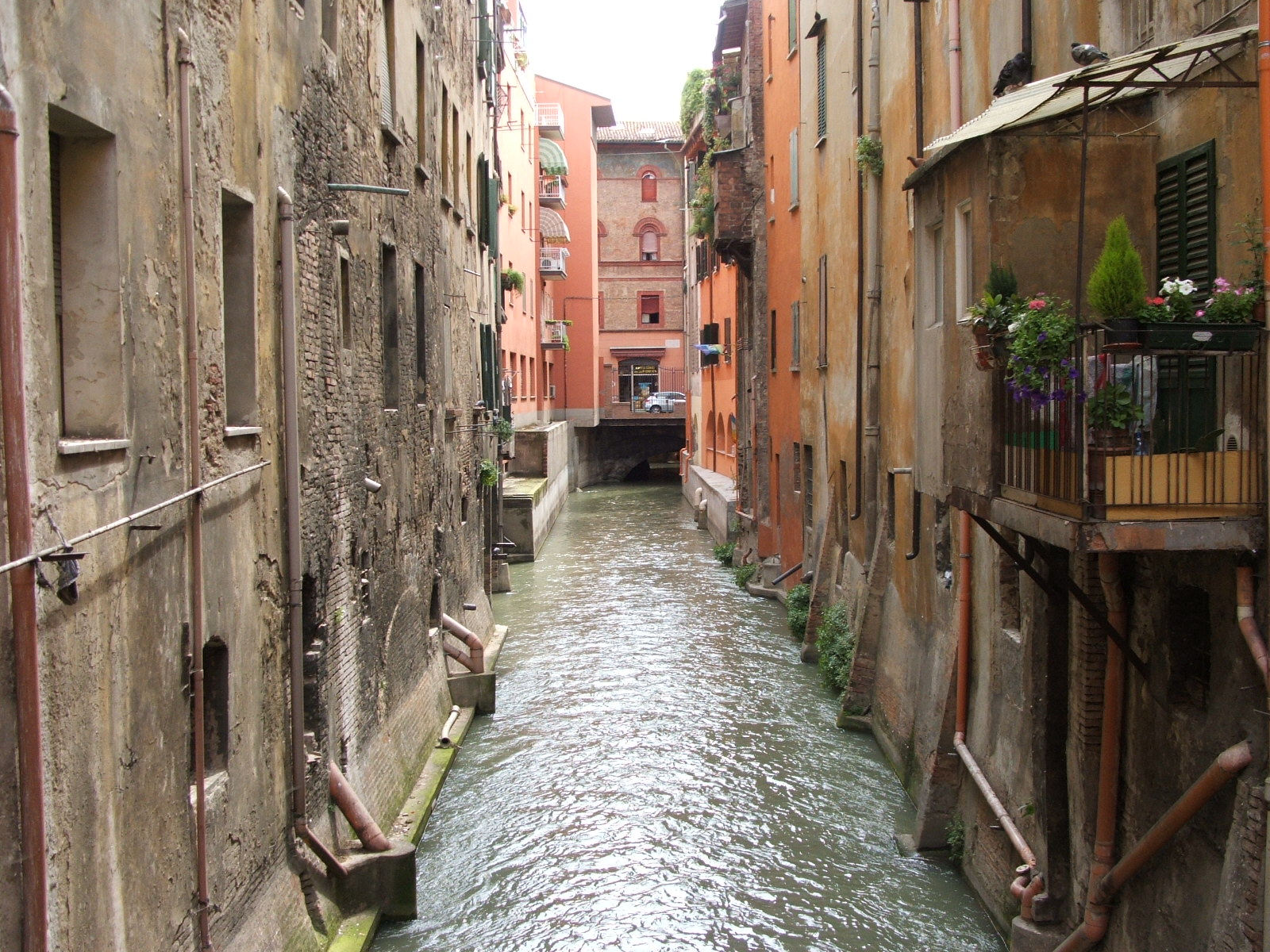
Il canale delle Moline

Fra il XII e il XIII secolo la città conobbe una forte espansione, anche edilizia: fu il periodo delle torri e delle case-torri (la torre degli Asinelli fu iniziata nel 1109). Nel Duecento il centro si rinnovò con il sorgere dei palazzi comunali attorno alla Piazza Maggiore e con la costruzione della torre dell'Arengo in cui si trovava la campana che serviva a radunare le assemblee popolari. Vennero inoltre costruite le grandi chiese di San Francesco e San Domenico. Bologna diventò uno dei principali centri di scambio commerciale grazie a una fitta rete di canali che permettevano il transito di grandi quantità di merci, nonché la produzione di energia idraulica necessaria ad alimentare numerosi mulini per la fiorente industria tessile serica. 

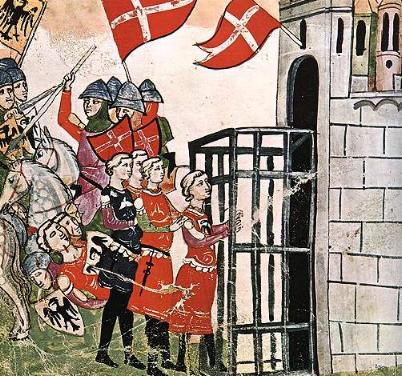
Re Enzo viene fatto prigioniero dalle truppe bolognesi

Alla fine del Duecento, con i suoi 60.000 abitanti, Bologna era la quinta città europea per popolazione (dopo Cordova, Parigi, Venezia e Firenze), al pari con Milano ed era il maggior centro industriale tessile d'Italia. L'intenso sviluppo demografico è testimoniato dall'ampliamento delle cerchie murarie: terminata da poco la cerchia dei torresotti, l'espansione urbana riferibile soprattutto ai ceti artigiani rese necessaria la costruzione di una nuova cinta muraria, progettata nei primi decenni del Duecento e terminata alla fine del Trecento (segnata ancora dagli odierni viali di circonvallazione). Non si hanno molte notizie, ma esisteva anche una comunità ebraica, visto che, sul finire del XIII secolo, ne venne chiamato in visita, da Forlì dove risiedeva, il celebre rabbino Hillel ben Samuel.
I ceti più produttivi impressero alla politica una svolta decisamente antiaristocratica e il comune, rafforzato, si riaccese contro l'Imperatore Federico II. Bologna aderì alla seconda Lega Lombarda, in un periodo di lotte che la videro opporsi principalmente alle città della Romagna e alla vicina Modena la quali, guidata da fazioni ghibelline, avevano assunto posizioni filo-imperiali. Nel 1249 Bologna attaccò Modena, sconfiggendo l'esercito imperiale nella battaglia di Fossalta e catturando il figlio dell'imperatore Federico II, Enzo di Svevia, il quale venne condotto a Bologna e tenuto prigioniero fino alla morte nel palazzo che ancora oggi porta il suo nome. Bologna impose dure condizioni a Modena e obbligò alcune città della Romagna a riconoscere la propria supremazia.

### Guelfi e ghibellini

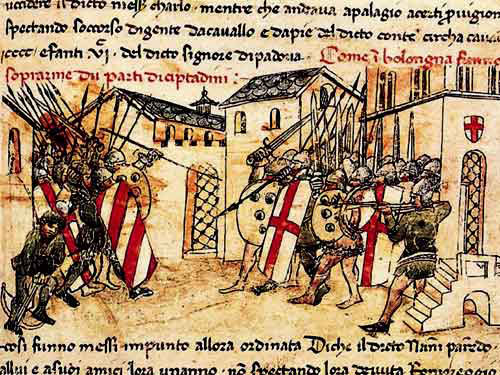
Combattimento fra Guelfi e Ghibellini a Bologna

Fra la seconda metà del Duecento e la prima metà del Trecento le lotte tra guelfi e ghibellini infiammarono anche la politica cittadina e del contado. In particolare, gli anni '70 del Duecento furono caratterizzati da violentissimi scontri fra le fazioni ghibelline dei Lambertazzi e quelle guelfe dei Geremei. Esse culminarono nel 1274 con l'espulsione di circa 12.000 esponenti che avevano appoggiato i Lambertazzi (tra cui Guido Guinizelli e Spagnolo Abati), i quali ripararono prevalentemente in Romagna, soprattutto a Forlì e a Faenza. Questo offrì il pretesto alla ormai completamente guelfa Bologna per attaccare la ghibellina Forlì l'anno successivo. Il tentativo fallì e le truppe ghibelline di Guido da Montefeltro, di Maghinardo Pagani e di Teodorico degli Ordelaffi, misero in fuga i bolognesi presso il fiume Senio, al ponte di San Procolo. La rotta fu tanto grave che il carroccio dei bolognesi venne portato in trionfo a Forlì, e Bologna perse la supremazia sulla Romagna.
Dalla svolta politica di Bologna verso un guelfismo radicale trasse profitto il papato, che in quel periodo stava ristabilendo il controllo territoriale sulla penisola. Nel 1278 il governo guelfo prestò giuramento e fedeltà al papa Niccolò III, che da quel momento divenne sovrano di Bologna. In linea con la sua politica nepotista, il papa nominò suo nipote Bertoldo Orsini governatore della città. Attraverso la mediazione papale si raggiunse nel 1279 una fragile pace cittadina che permise il ritorno della maggior parte dei Lambertazzi fuoriusciti. Tuttavia le lotte si riaccesero ben presto, e già l'anno successivo i Lambertazzi vennero cacciati nuovamente e definitivamente.

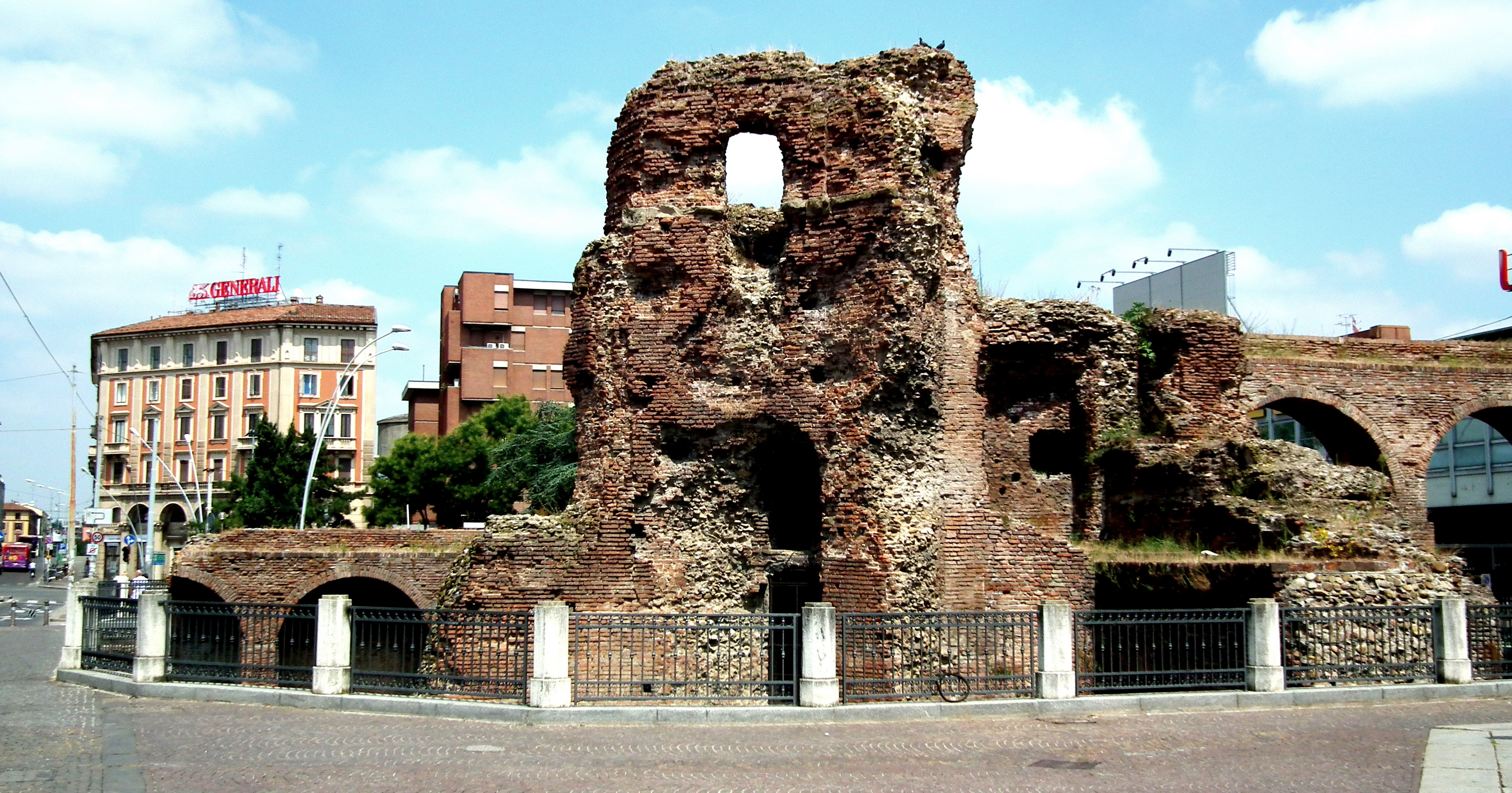
La Rocca di Galliera, teatro della rivolta cittadina contro il cardinal Bertrando, nel 1334.

Protrattesi anche nel Trecento, le continue lotte tra guelfi e ghibellini determinarono un calo della popolazione cittadina e una continua belligeranza con Modena, che sfociò nel 1325 nella disfatta di Zappolino. A seguito della sconfitta, Bologna si affidò ancora una volta alla tutela papale, la cui corte nel frattempo si era trasferita ad Avignone. Vedendo in Bologna una possibile testa di ponte per un rientro in Italia, il papa Giovanni XXII nominò nel 1327 cardinale legato di Bologna il nipote Bertrand du Pouget, il quale instaurò un regime autoritario malvisto dai bolognesi. A seguito di una serie di rivolte, nel 1334 il cardinale legato fu cacciato a furor di popolo e, dopo un breve e turbolento intermezzo comunale, ebbe inizio la signoria di Taddeo Pepoli, definita da alcuni studiosi una cripto-signoria, perché la famiglia cercò di governare ponendosi come primi tra pari piuttosto che come veri e propri signori della città. La signoria dei Pepoli terminò poco dopo la morte di Taddeo (avvenuta nel 1347), giacché tre anni dopo i suoi figli furono costretti a vendere la città ai Visconti di Milano.
Nel 1348 Bologna venne colpita dalla peste nera, che causò circa 17.000 morti, riducendo la città a 25.000 abitanti.

### Il dominio visconteo, la restaurazione pontificia e l'interludio comunale

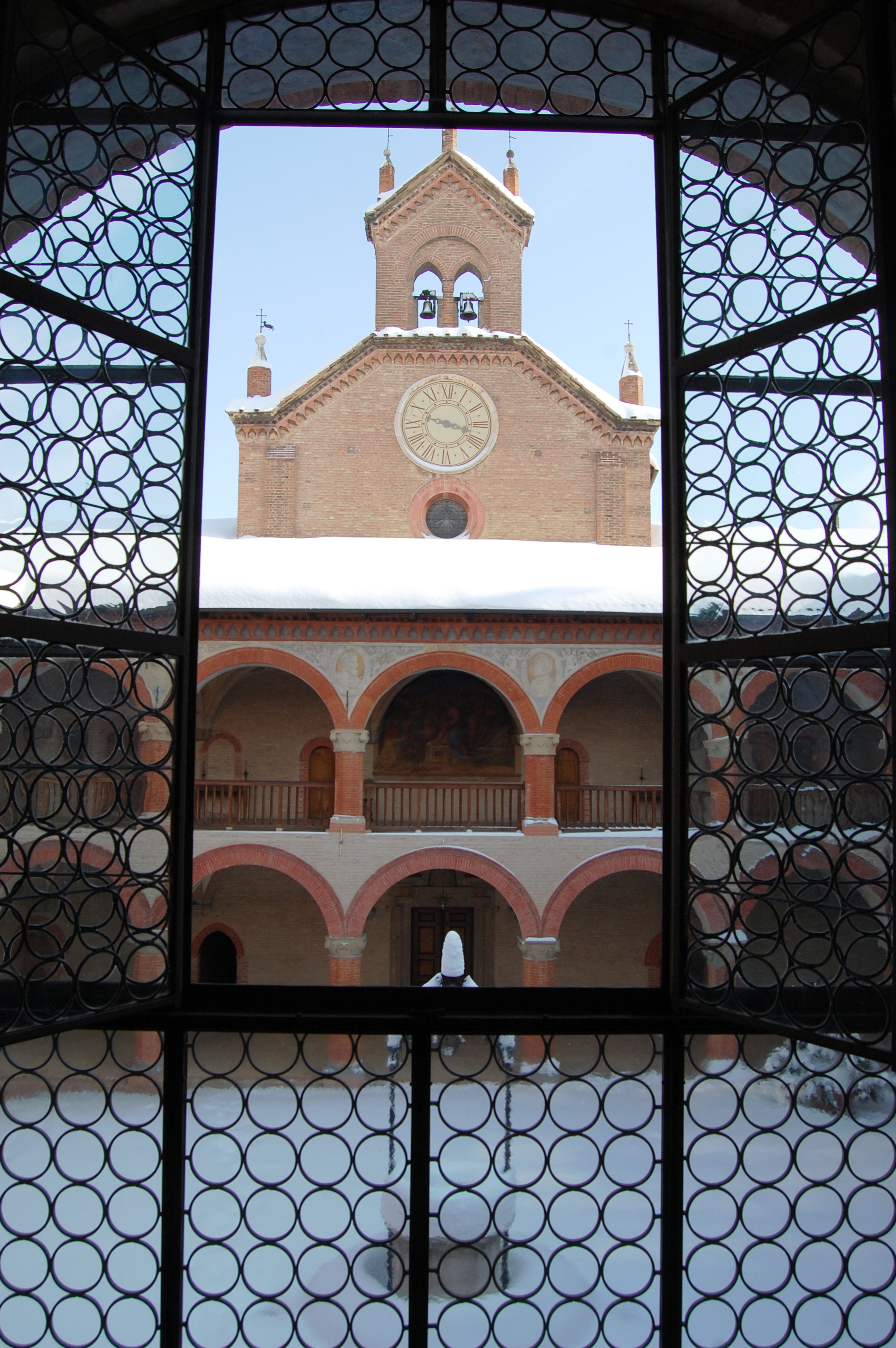
Il Collegio di Spagna, costruito fra il 1365 e il 1367

Una volta acquisito il controllo su Bologna, l'arcivescovo Giovanni Visconti affidò il governo della città a Giovanni Visconti da Oleggio, il quale però ne approfittò per farsi nominare signore di Bologna pochi anni dopo. Della lotta che seguì fra l'Oleggio e Bernabò Visconti per il controllo della città approfittò il cardinale Egidio d’Albornoz, legato del papa in Italia. A seguito di complesse trattative, il cardinale ottenne nel 1360 la consegna di Bologna da parte dell'Oleggio, in cambio della signoria di Fermo. Bologna tornava così sotto il controllo dello Stato della Chiesa. A questo periodo risale la fondazione del Collegio di Spagna, voluto dallo stesso cardinale d'Albornoz.
A seguito di una nuova rivolta cittadina nel marzo 1376, culminata con la cacciata del vicario pontificio, la città ripristinò per circa 25 anni le strutture comunali. La borghesia riuscì ad estromettere i capi delle grandi famiglie aristocratiche al potere, affidando a Giovanni da Legnano la carica di rappresentante pontificio in città. La restaurazione dell'autonomia comunale, detta "Signoria del popolo e delle arti", portò buoni effetti per Bologna e sorsero in quel tempo il Palazzo della Mercanzia e quello dei Notai. Nel 1390 si diede inoltre inizio alla costruzione della Basilica di San Petronio, a spese del Comune.

### I Bentivoglio e il Rinascimento

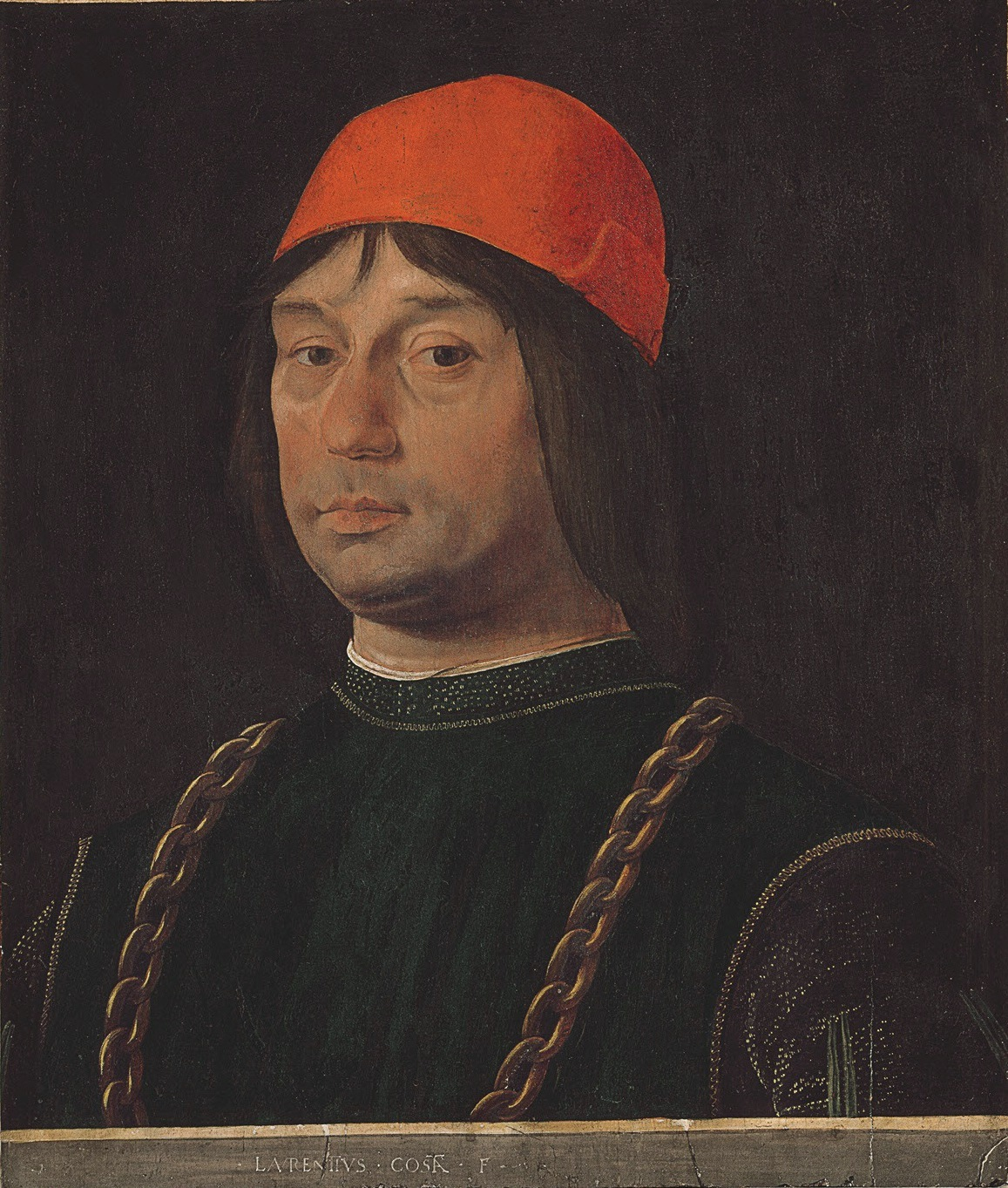
Lorenzo Costa. Ritratto di Giovanni II Bentivoglio

Nel 1401 emerse la famiglia destinata a dominare la vita politica di Bologna per tutto il XV secolo: i Bentivoglio. Bologna era soggetta alla sovranità papale ma nello stesso tempo il possesso della città era un obiettivo primario della famiglia Visconti di Milano; quando si instaurò un equilibrio tra i vari stati italiani, si crearono le condizioni per favorire l'affermazione stabile e duratura dei Bentivoglio. Nel 1461, a seguito dell'assassinio di Annibale I Bentivoglio, l'eredità politica della famiglia passò al figlio giovanissimo Giovanni II. I Bentivoglio consolidarono così una signoria cittadina, di fatto semi-indipendente e pertanto in contrasto con le prerogative papali sulla città.
La signoria di Giovanni II durò 46 anni che furono anni di generale equilibrio tra gli stati italiani e stabilì buone relazioni con gli Sforza di Milano che erano subentrati ai Visconti. La città, ancora legata ad una tradizione gotica, si aprì al Rinascimento non solo nell'arte ma anche sotto ogni altro aspetto culturale e sociale. Vennero aperte in quel periodo piazza Calderini, le Volte dei Pollaioli, gli slarghi antistanti San Salvatore e San Martino. Inoltre vennero restaurati e abbelliti il Palazzo del Podestà, il Palazzo Pubblico (oggi sede della Biblioteca Salaborsa) e il carrobbio di Porta Ravegnana, mentre a partire dal 1460 venne costruito il palazzo Bentivoglio, residenza di Sante Bentivoglio.
Un accordo stipulato dal papa Giulio II con Luigi XII di Francia provocò nel 1506 l'allontanamento dalla città e il successivo esilio di Giovanni II Bentivoglio. Il palazzo dei Bentivoglio venne distrutto a furor di popolo, lasciando un cumulo di macerie (il guasto dei Bentivoglio, gli attuali Giardini del Guasto).

## L'annessione allo Stato pontificio

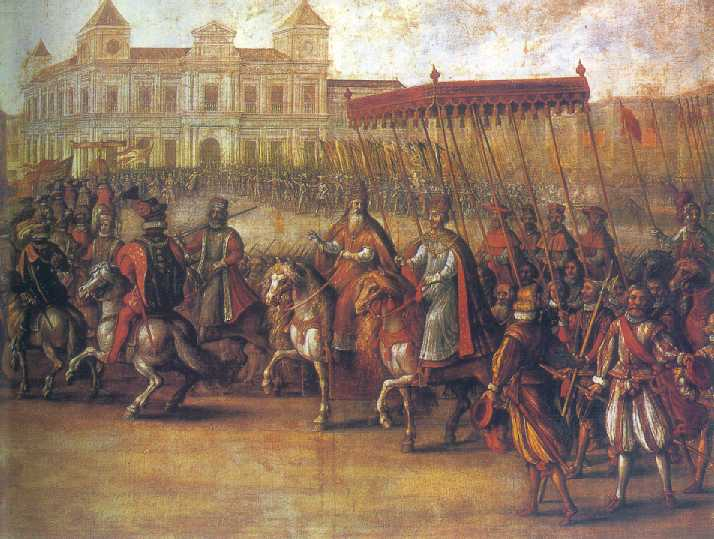
Cavalcata di Carlo V d'Asburgo e papa Clemente VII a Bologna, a seguito dell'incoronazione.

A seguito della cacciata dei Bentivoglio, Bologna venne annessa dallo Stato Pontificio: si aprì così una lunga fase di stasi politica in cui la Chiesa rimase per tre secoli padrona incontrastata della città, reggendo un sistema congiunto di monarchia e di oligarchia aristocratica, con il potere politico diviso fra un legato pontificio e un Senato di 40 membri.
Gli unici avvenimenti di portata storica rilevante di quel tempo accaddero il 24 febbraio 1530 nella Basilica di San Petronio dove Carlo V venne incoronato imperatore per mano del papa Clemente VII e nel 1547 quando il Concilio di Trento fu traslato a Bologna per qualche mese.
 Internamente invece si videro ripetuti scontri tra Senato e potere papale e nel 1585 papa Sisto V fece giustiziare il senatore Giovanni Pepoli dando una lezione alla riottosa nobiltà bolognese e allargando il senato a cinquanta membri.

Stampa d'epoca riportante nomi, cognomi e stemma familiare dei 50 senatori bolognesi

L'Università mantenne la sua fama per tutto il Cinquecento, legata alla presenza di illustri professori di legge, medicina, filosofia, matematica e scienze naturali; nel 1563 fu costruito l'Archiginnasio come sede unica dell'insegnamento Universitario. Sempre sul piano culturale si ricorda l'istituzione dell'Accademia Filarmonica (1666). Nel 1564 si inaugurò la piazza del Nettuno e fra il 1565 e il 1568 il Vignola sistemò il lato orientale di piazza Maggiore con la facciata del Palazzo dei Banchi. Fra i lavori pubblici vanno ricordati l'apertura dell'attuale piazza Galvani (1563), il nuovo porto sul canale Navile (1581) e l'apertura di via Urbana (1630). Le cinquanta famiglie senatorie elevarono, a loro volta, palazzi che costituivano immagine visibile del rango della potenza del casato.

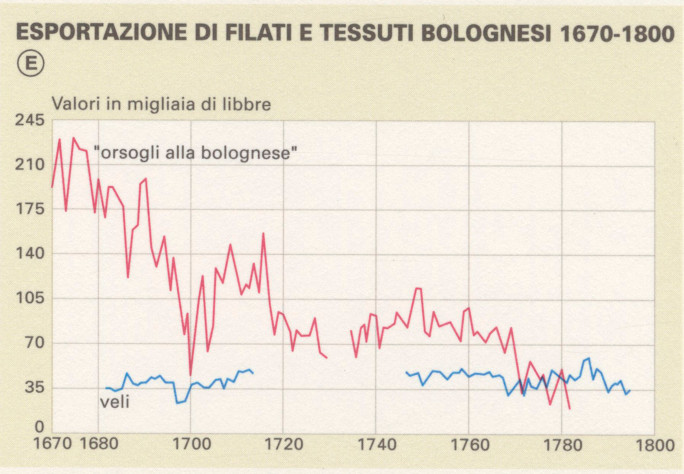
Andamento dell'industria tessile bolognese nel 1670-1800

L'andamento demografico crescente dai 50.000 ai 72.000 abitanti nell'arco di un secolo, attesta un periodo di fioritura delle tradizionali industrie bolognesi. Tuttavia, verso la fine del XVI secolo queste ultime cominciarono ad entrare in crisi per via della concorrenza estera e nel 1595 Bologna si era ridotta a meno di 60.000 abitanti. La ripresa economica successiva venne stroncata da calamità naturali ed epidemie quali la terribile peste del Seicento, che ridussero la popolazione a 46.000 abitanti nel 1630. La città si trasformò lentamente, mentre lo Studio cominciò il suo declino, che però non toccò il campo dell'arte, in cui Bologna raggiunse una posizione di rilievo assoluto nella pittura coi Carracci, Guido Reni, il Guercino e le loro fiorenti scuole. Nacque anche una scuola di architetti e pittori scenografi che acquistò, col Ferdinando Bibiena ed il figlio Antonio, una fama di livello europeo.

## L'illuminismo e l'età napoleonica
Dopo la metà del XVII secolo ci fu un rinnovato interesse per le scienze fisiche e l'influenza del razionalismo matematico e filosofico. Il glorioso Studio era tagliato fuori dai più moderni indirizzi scientifici e verso la fine del secolo, il Conte Luigi Ferdinando Marsili, convinto che l'istituzione universitaria non fosse riformabile, fondò, contro la volontà del Senato ma con l'appoggio del cardinale Casoni e del papa Clemente XI, l'Istituto delle Scienze.

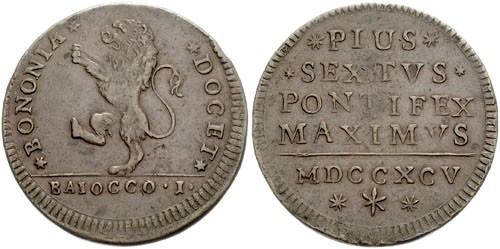
Baiocco bolognese del 1795 emesso da Pio VI

Un uomo di grande cultura, il bolognese Prospero Lambertini (poi papa Benedetto XIV), rilanciò gli studi di storia ed erudizione, favorì l'Istituto di Scienze con doni di materiale scientifico della propria biblioteca e incoraggiò arte e scienza in diversi modi. La scossa culturale lambertiniana aggiunse alla cattedra di matematica superiore quelle di meccanica, fisica, algebra, ottica, chimica e idrometria. In seguito la maggior diffusione delle idee illuministiche contagiò anche la corte papale. L'azione del papa Pio VI ebbe effetto per Bologna quando nel 1780 il cardinale Boncompagni pubblicò una serie di riforme economiche rivolte al riequilibrio della finanza pubblica. Nel 1785, però, Boncompagni lasciò la legazione di Bologna e le riforme si arenarono.
Nel 1789 scoppiava a Parigi la Rivoluzione francese. Ispirati dalle notizie provenienti da oltralpe sull'abbattimento dell'ancien régime e da ideali liberali patriottici, nel 1794 gli studenti Luigi Zamboni e Giovanni Battista De Rolandis tentarono di organizzare un'insurrezione contro lo Stato Pontificio. Con il probabile aiuto di una spia francese, Antoine Christophe Saliceti, si procurarono alcuni fucili, fecero confezionare distintivi colorati (coccarde, rosette e tracolle) e prepararono cinquanta manifesti da distribuire ai cittadini bolognesi. Traditi da una spiata, furono costretti ad anticipare il giorno della rivolta alla notte fra il 13 e il 14 novembre, limitandosi a distribuire manifesti e coccarde. Complice un violento temporale, la sollevazione fallì e i due furono costretti alla fuga verso la Toscana. Arrestati e torturati dall'Inquisizione, Zamboni venne trovato morto nella sua cella il 18 agosto 1795, mentre De Rolandis venne giustiziato pubblicamente il 23 aprile 1796.
Il 19 giugno 1796 Napoleone giunse a Bologna e dichiarò decaduto il governo pontificio restituendo a Bologna la sostanza del suo antico governo. I poteri venivano così provvisoriamente concentrati al Senato che però avrebbe dovuto giurare fedeltà alla Repubblica Cisalpina. Con questa mossa politica, Napoleone si guadagnò la benevolenza dell'aristocrazia bolognese e Bologna si orientò nella direzione (opposta a quella romana) del rinnovamento sociale e culturale dell'Europa laica e borghese. La politica napoleonica fece prevedere un clima di aspettative nei confronti delle nuove trasformazioni della società, e per questo venne innalzato in Piazza Maggiore l'albero delle libertà mentre un gruppo di illustri giuristi bolognesi iniziava a preparare il testo di una nuova costituzione che venne approvata definitivamente il 4 dicembre 1796, la prima costituzione democratica di quella che sarà l'Italia. Durante l'occupazione francese, diverse opere d'arte presero la via della Francia a causa delle spoliazioni napoleoniche. Secondo il catalogo pubblicato nel Bulletin de la Société de l'art français del 1936, delle 31 opere d'arte provenienti da Bologna ed inviate in Francia nel luglio 1796, solo 16 fecero ritorno in Italia dopo il Congresso di Vienna.

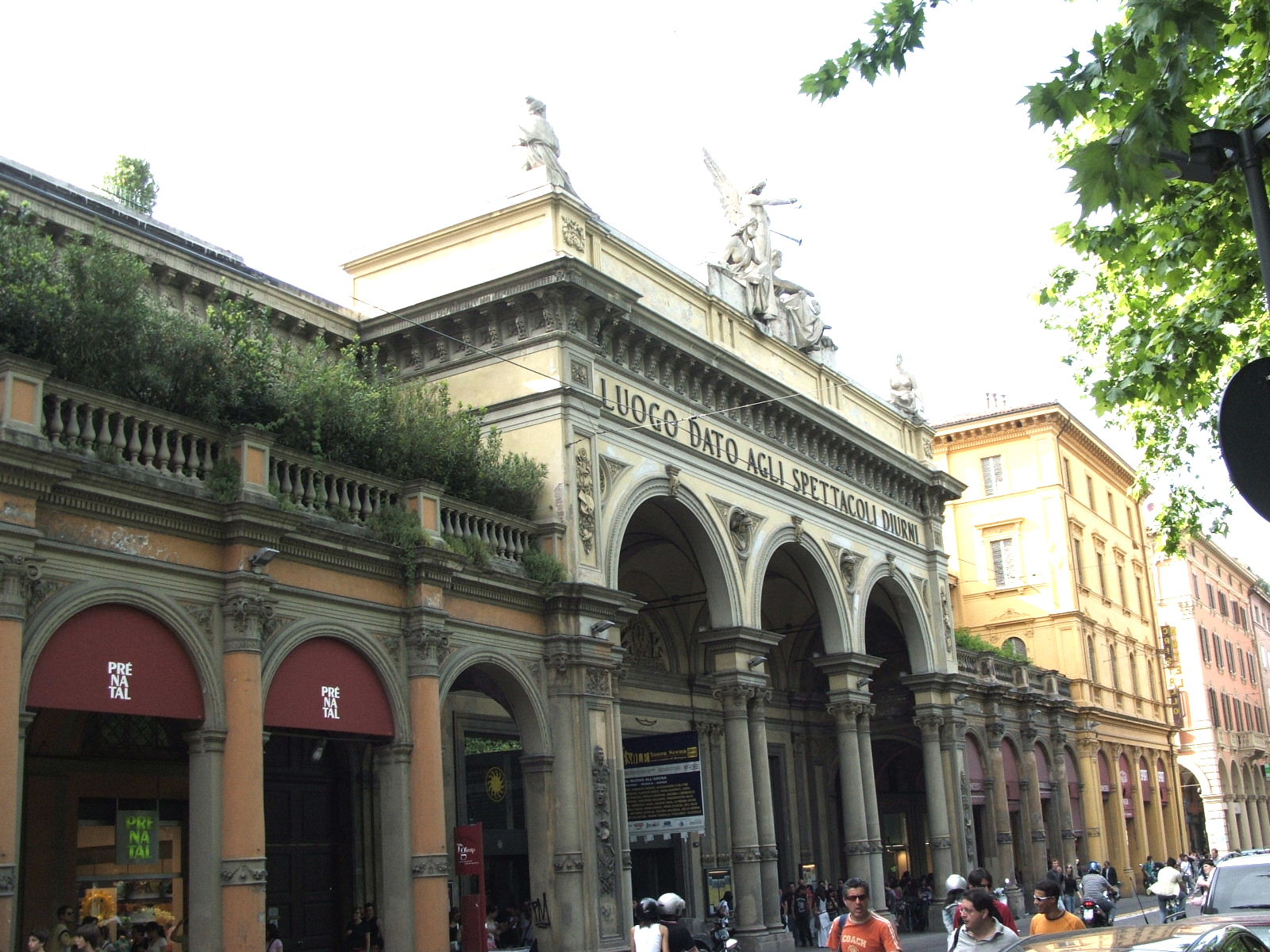
L'Arena del Sole, inaugurata nel 1810

Negli anni seguenti, in seguito al provvedimento che prevedeva la soppressione degli ordini religiosi e la confisca dei loro beni, molti dei settanta conventi presenti in città furono trasformati in uffici, scuole, caserme o venduti a privati. Tra le trasformazioni più importanti vi fu quella del convento dei monaci certosini, destinato a diventare il cimitero di Bologna, e l'acquisto da parte di Antonio Aldini del convento dei frati dell'Osservanza, sull'omonimo colle di Bologna, il quale costruì una villa abbattendo buona parte del complesso, di cui resta solo la Rotonda della Madonna del Monte inglobata nella sala da pranzo. Vennero inoltre fondati il liceo musicale (all'interno del convento di S. Giacomo), l'Accademia delle belle arti (al posto della chiesa di Sant'Ignazio e del noviziato gesuitico), il teatro del Corso e il teatro Contavalli (oggi entrambi scomparsi, il primo a causa degli eventi bellici, il secondo per incuria), l'Arena del Sole (costruito sull'area del convento delle monache domenicane di S. Maria Maddalena), e fu terminato il portico che porta al santuario della Madonna di San Luca. Nello stesso periodo l'architetto Giovan Battista Martinetti diede alla collina di macerie vicino a porta Galliera l'attuale sistemazione del Giardino della Montagnola.

## L'Ottocento

### La Restaurazione e il Risorgimento
La Restaurazione, con il ritorno del governo pontificio, influenzò negativamente l'attività intellettuale, alimentando solo le azioni cospirative delle sette, in particolare quella del gruppo carbonaro dei Guelfi. Essi sostenevano già l'idea di un'Italia unita ma fu solo con i moti risorgimentali spontanei di ribellione del 1831 (che dilagò in tutte le Province Unite Italiane di cui Bologna era capitale) che ottennero una vasta adesione della cittadinanza.

#### L'8 agosto 1848

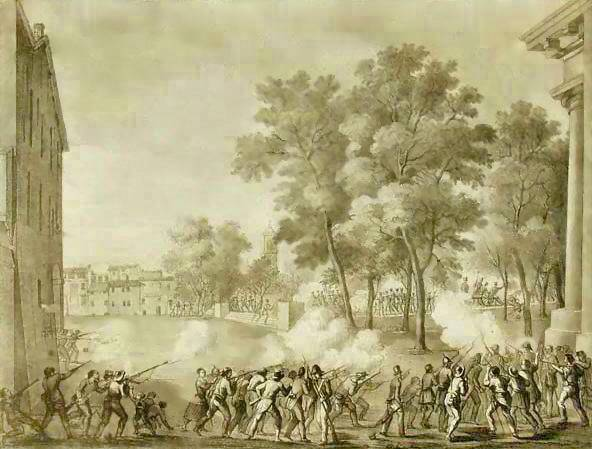
Il combattimento della Montagnola, rappresentato in una litografia su disegno di Achille Frulli.

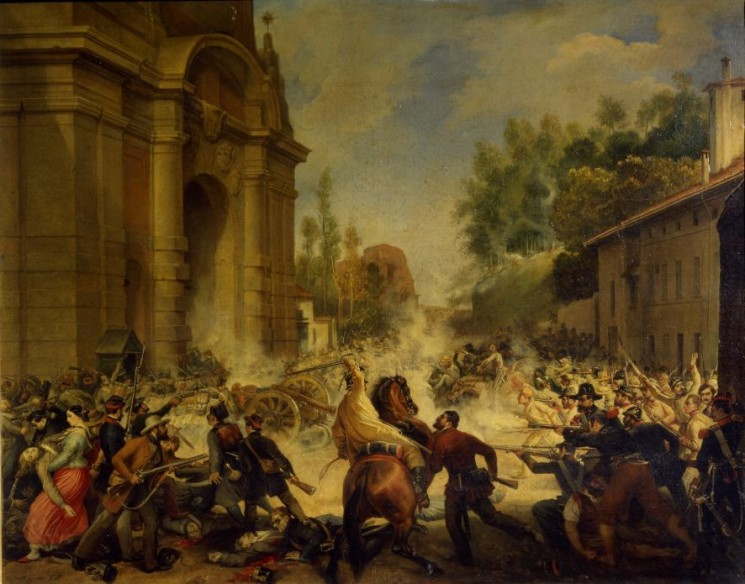
La cacciata degli austriaci da Bologna, di Antonio Muzzi

L'episodio più rilevante del risorgimento bolognese fu la battaglia dell'8 agosto 1848 contro gli austriaci. Questa sembra che sia stata scatenata da un incidente in una trattoria, dove un ufficiale austriaco era stato malmenato. Ciò fornì un pretesto al generale austriaco Franz Ludwig Welden, che distolse 7.000 uomini dall'assedio di Venezia e ordinò l'occupazione della città felsinea. La città, però, l'8 agosto 1848 si sollevò e gli austriaci dovettero abbandonarla. Alla rivolta parteciparono moltissimi popolani (fra cui i facchini del Borgo di San Pietro), e cittadini armati in maniera approssimativa; questa ebbe come centro la Montagnola e la piazza antistante (poi chiamata piazza VIII Agosto, dove sorge un monumento a memoria dei caduti). Per tutta la giornata gli austriaci non riuscirono a prevalere e a sera furono costretti a ripiegare, fuggendo dalla vicina Porta Galliera, l'ultima rimasta ancora nelle loro mani.
Gli austriaci persero oltre quattrocento uomini ed i bolognesi una sessantina. Questo valse a Bologna la medaglia alle Città Benemerite del Risorgimento Nazionale.

#### L'assedio austriaco del 1849

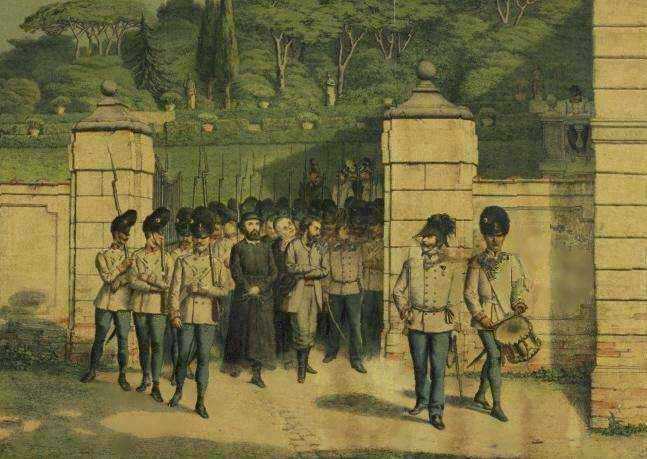
Ugo Bassi e Giovanni Livraghi condotti al patibolo. Litografia, 1860.

Nel febbraio 1849 a Roma fu proclamata la Repubblica Romana, che dichiarò decaduto il potere temporale della Chiesa. Dal suo esilio di Gaeta, papa Pio IX fece richiesta di un intervento armato da parte degli austriaci nello Stato Pontificio. La prima città ad essere presa fu Ferrara (febbraio 1849).
In seguito gli austriaci, guidati dal generale Franz von Wimpffen si diressero verso Bologna, con due preziosi vantaggi rispetto al precedente attacco di Welden: ora infatti non agivano più come invasori, ma “in nome del Papa Re”; inoltre von Wimpffen aveva ai suoi ordini 7.000 soldati e 13 cannoni con consistenti rinforzi. L'8 maggio 1849 iniziò l'assalto alla città, difesa da circa 2.000 uomini. A causa della forte resistenza incontrata gli austriaci sospesero l'attacco per attendere rinforzi. Essi giunsero il 14 maggio, facendo salire il numero delle truppe assedianti a 20.000 uomini con un parco d'assedio che iniziò un intenso bombardamento che durò due giorni.
Il mattino del 16 maggio una deputazione mandata dal generale Wimpffen fu respinta dal popolo e il bombardamento riprese. Alle 14 Bologna dovette infine arrendersi e fu restituita definitivamente alla Santa Sede. Si insediò il nuovo legato pontificio, il cardinale Gaetano Bedini, che rimase in quest'incarico fino al 1852. L'8 agosto, nella città occupata, gli austriaci fucilarono il sacerdote barnabita Ugo Bassi e l'amico Giovanni Livraghi.

### L'unità d'Italia e l'ampliamento della città

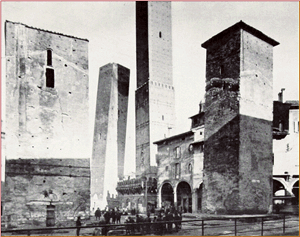
Le torri Artenisi e Ricadonna, abbattute nel 1917-18
Le truppe austriache abbandonarono Bologna la mattina del 12 giugno 1859, a seguito della sconfitta di Magenta. Lasciò Bologna anche l'ultimo Cardinale Legato, Giuseppe Milesi Pironi Ferretti. La neo-insediata giunta provvisoria di Governo, composta da liberali moderati, deliberò l'annessione di Bologna alla monarchia costituzionale del regno di Sardegna, confermata con il plebiscito del 1860: si aprì così una nuova stagione politica ed economica per Bologna nel regno d'Italia. Nel 1861 fu terminata la ferrovia Bologna-Ancona e nel 1864 il collegamento con Pistoia. La città divenne un importantissimo nodo ferroviario italiano e di conseguenza un notevole centro di importazioni ed esportazioni commerciali.
Nel 1881 il comune redasse il piano di ampliamento della città che condizionò lo sviluppo di Bologna fin dopo la seconda guerra mondiale. Si autorizzò l'allargamento di via Rizzoli, che vide la quasi totale distruzione dell'antico Mercato di Mezzo, si realizzò via dell'Indipendenza, completata nel 1890, furono avviate le opere delle attuali via Farini e via Garibaldi. Venne iniziata la sistemazione dei Giardini Margherita, fu costruita l'attuale sede del Teatro Duse, della Banca d'Italia e completata quella della Cassa di Risparmio. L'ampliamento mutò notevolmente l'immagine della città e l'estensione oltre la cinta muraria contemplava l'abbattimento della stessa. Solo il protrarsi dei lavori fino al 1920 permisero di salvare quasi tutte le porte, fatta eccezione per Porta Sant'Isaia e Porta San Mamolo, che furono demolite. Alfonso Rubbiani e Giosuè Carducci contribuirono a salvare l'attuale immagine del centro storico e le antiche porte della città. Successivamente vennero restaurati il Palazzo del Comune, Palazzo Re Enzo, Palazzo dei Notai e Palazzo del Podestà oltre alla chiesa di Santa Maria dei Servi e alla Basilica di San Francesco. La serie di interventi che Alfonso Rubbiani ed altri eseguirono nel tentativo del recupero delle originali caratteristiche medievali avvennero, nella maggior parte dei casi, su base documentaria o - in assenza di essa - sulla base di un criterio stilistico, in linea con il gusto neo-medievalista dell'epoca.
Il 2 ottobre

1880 fu inaugurata la rete tranviaria di Bologna, che a fine Ottocento raggiunse un'estensione di 24,604 km. I tram erano a cavalli; la rete fu elettrificata a partire dal 1903.

### I tumulti popolari di fine Ottocento
Fin dai primi anni dall'unità d'Italia, la classe dirigente dovette affrontare il problema dell'emancipazione delle classi popolari e il malcontento operaio, indirizzate dai mazziniani ed escluse fino ad allora dalla rappresentanza politica. Sull'onda dei primi scioperi e dei tumulti che scoppiarono nelle primavera del 1870 contro il carovita e che ebbero come epicentro la Romagna, venne elaborato un piano di rivoluzione sociale: la cospirazione contadina e operaia prevedeva l'occupazione di Bologna con tremila rivoluzionari romagnoli, che si dovevano unire ai bolognesi in due punti esterni alla città. La polizia, avvertita da una spiata, il 2 agosto arrestò Andrea Costa, organizzatore del moto, allievo dell'anarchico russo Michail Bakunin. L'insurrezione continuò lo stesso nella notte fra il 7 e l'8 agosto in cui gli anarchici bolognesi si raccolsero ai Prati di Caprara per attendere i compagni romagnoli ma l'attesa fu vana perché questi ultimi furono sorpresi e dispersi lungo la strada da Imola a Bologna dai carabinieri. Gli anarchici furono processati il 15 marzo 1876 ma il processo terminò il 16 giugno con l'assoluzione (o con miti sentenze) di tutti gli imputati grazie alle testimonianze di Giosuè Carducci e Aurelio Saffi.

## Il Novecento

### Età giolittiana ed era fascista

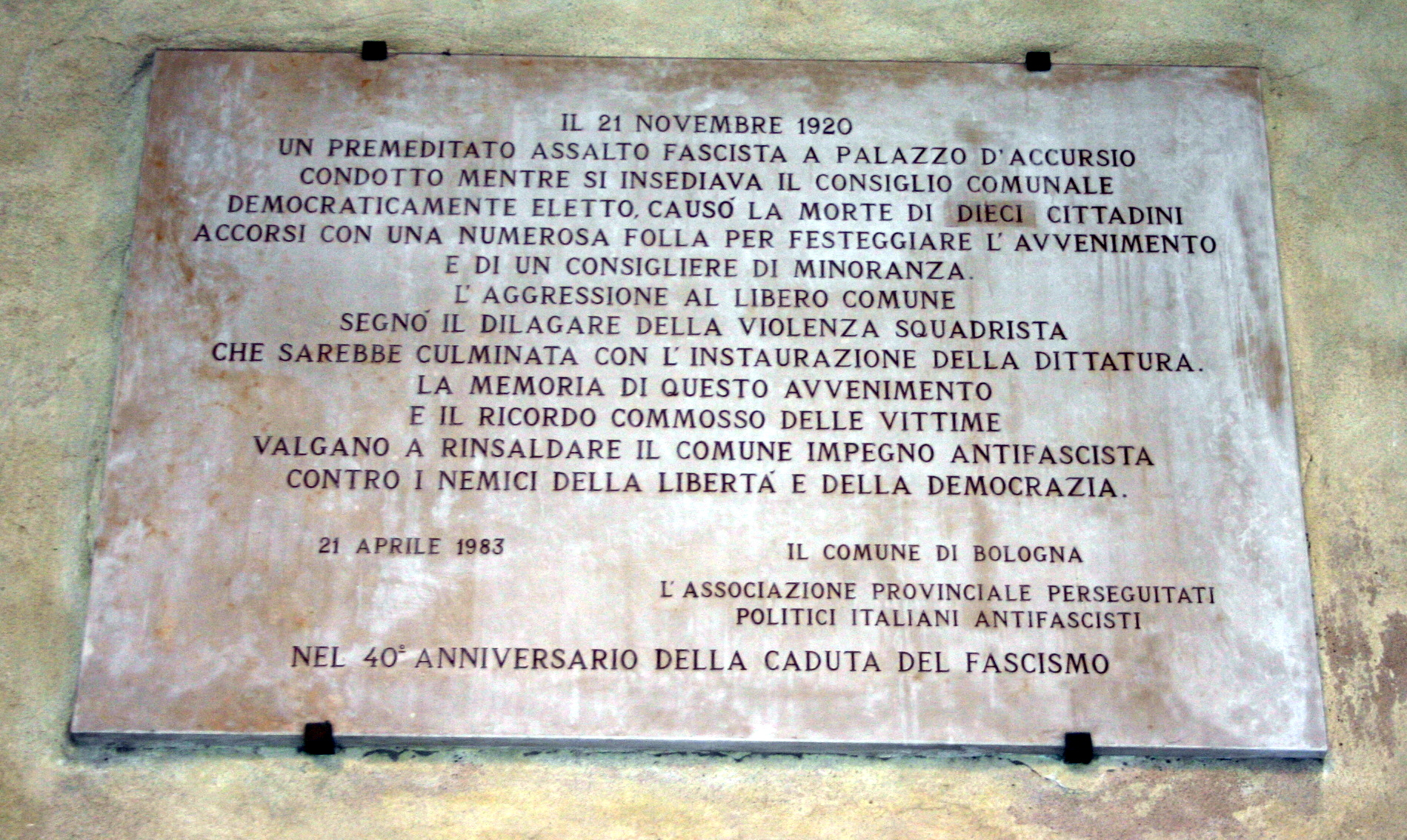
Lapide commemorativa dell'attacco squadrista del 21 novembre 1920, giorno dell'insediamento del consiglio comunale.

Bologna 31 ottobre 1926, Mussolini poco prima dell'attentato di Zamboni.

Verso la fine del secolo i cattolici cominciarono la collaborazione coi liberali nella gestione della cosa pubblica che continuò per tutta l'età giolittiana. Il 28 giugno 1914 i socialisti vinsero le elezioni amministrative ed il 15 luglio entrò a Palazzo d'Accursio la prima amministrazione socialista, il sindaco fu Francesco Zanardi. L'amministrazione Zanardi si distinse nell'opera di difesa dei ceti popolari negli anni della prima guerra mondiale con una politica atta a calmierare i prezzi dei prodotti alimentari, soprattutto del pane, costruendo persino a spese del comune negozi ed un forno per produrre pane a basso costo (in via Don Minzoni, nell'edificio che oggi ospita il MAMbo). Zanardi fu definito per questo il sindaco del pane.
A Bologna nel 1919 si contavano 40.000 disoccupati a causa del conflitto. I fascisti di Leandro Arpinati ne approfittarono per fare la loro prima comparsa in squadre armate il 29 settembre 1920. Al termine della manifestazione per l'anniversario dell'unità d'Italia aggredirono un gruppo di socialisti e ne ferirono uno a morte. Si instaurò un clima di forte tensione che culminò nei tragici fatti di Palazzo d'Accursio del 21 novembre 1920: mentre i cittadini festeggiavano il nuovo sindaco, il socialista Enio Gnudi, i fascisti entrarono nella piazza. Vennero sparati alcuni colpi di arma da fuoco e la folla si ritrovò fra fascisti e carabinieri che sparavano contro Palazzo d'Accursio e i socialisti che rispondevano al fuoco, mentre una bomba fece una strage nel cortile del municipio: in tutto ci furono 10 morti e 58 feriti. Il tragico avvenimento ebbe risonanza a livello nazionale. Il 3 aprile 1923 il regime condannò alcuni militanti comunisti, che però riuscirono a fuggire in Russia.
La repressione del regime ebbe un inasprimento dopo la visita ufficiale di Benito Mussolini il 31 ottobre 1926, durante la quale subì un attentato: in quel giorno il duce pronunciava all'Archiginnasio il discorso di apertura del Congresso scientifico e al ritorno, mentre l'auto svoltava in via dell'Indipendenza all'altezza di Canton de' Fiori, partirono alcuni colpi di pistola che sfiorarono Mussolini, lasciandolo però illeso. Un gruppo di fascisti si avventò sul quindicenne Anteo Zamboni massacrandolo con i pugnali. In seguito a questo attentato finì in Italia la libertà di stampa e vennero sciolti i partiti antifascisti.
Nel ventennio fascista avvennero cambiamenti nel tessuto sociale ed urbanistico: il Littoriale (oggi Stadio Renato Dall'Ara), l'ampliamento del policlinico Sant'Orsola, gli Istituti Universitari di via Belmeloro ed Irnerio, la Facoltà di Ingegneria, il Liceo Scientifico A. Righi, la sistemazione dell'attuale via Marconi, il Villaggio della Rivoluzione Fascista, attuale via Bandiera. Nuove vie di comunicazione vennero aperte e la città raggiunse i 300.000 abitanti.

### La seconda guerra mondiale

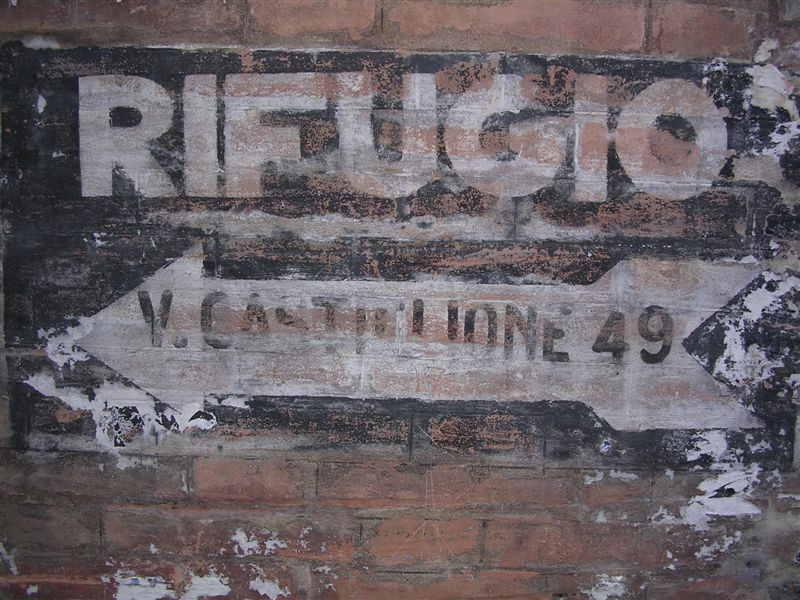
Ancora oggi sono visibili su alcuni muri indicazioni per i rifugi antiaerei

L'importanza della città come grande centro urbano di raccordo tra nord e centro, ed in particolare il valore strategico del suo nodo ferroviario resero Bologna un obiettivo primario da parte dei comandi Alleati durante la seconda guerra mondiale: nella notte fra il 15 e il 16 luglio 1943 cominciarono ripetuti bombardamenti aerei, i cui obiettivi erano essenzialmente strategici, ma con un raggio d'azione talmente vasto da coinvolgere gran parte del tessuto urbano e della popolazione. I bombardamenti si protrassero fino alla primavera del 1945, causando gravi distruzioni ed oltre tremila morti. L'attacco più sanguinoso fu quello del 25 settembre 1943, quando i B-17 alleati piombarono sulla città senza essere avvistati (e quindi senza il tempo di avvisare la popolazione), uccidendo almeno 936 persone.
Fermo fu il totale rifiuto dei bolognesi alla repubblica fascista e all'invasore tedesco, e altrettanto tenace fu la resistenza dei partigiani che contribuì alla cacciata di fascisti e tedeschi con un tributo di sangue non indifferente: l'episodio più sanguinoso fu la battaglia di Porta Lame combattuta dalle forze partigiane il 7 novembre 1944. Con l'avanzata degli alleati da sud, i nazifascisti si ritirarono lasciandosi dietro una terribile scia di sangue: a questi ultimi mesi di guerra risalgono infatti le stragi di Marzabotto, dell'Alto Reno, di Sabbiuno, di San Ruffillo e molte altre.

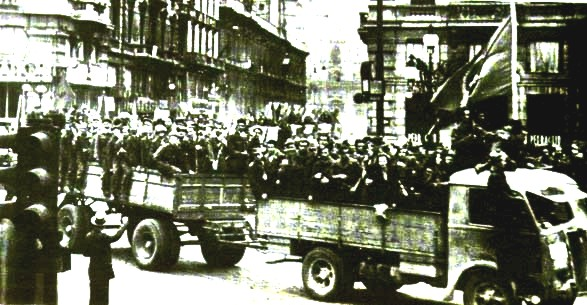
21 aprile 1945, i partigiani sfilano nella Bologna liberata.

All'alba del 21 aprile 1945, dopo il ritiro dei tedeschi dalla città durante la notte e l'occupazione da parte di gruppi partigiani dei principali edifici pubblici, fecero ingresso in città da punti diversi le truppe alleate: i soldati del II Corpo polacco dell'Ottava armata britannica, guidati dal generale Władysław Anders e parte della "Brigata Maiella", costituita da partigiani abruzzesi; i reparti avanzati della 91ª e 34ª divisione USA; l'87º reggimento fanteria del gruppo di combattimento italiano "Friuli", comandato dal generale Arturo Scattini; i bersaglieri, gli alpini e gli arditi del gruppo di combattimento "Legnano"; i paracadutisti e i marò del gruppo di combattimento "Folgore". I cittadini bolognesi accorsero nelle strade del centro, festeggiando l'ingresso dei soldati nella città liberata. Lo stesso giorno Giuseppe Dozza venne nominato sindaco dal Comitato di Liberazione Nazionale e riconfermato successivamente per vent'anni dai cittadini bolognesi.
Al referendum istituzionale del 1946 a Bologna stravince la Repubblica col 67,7% dei voti, mentre la monarchia ottiene solo il 32,2%.

### Il dopoguerra e il boom economico

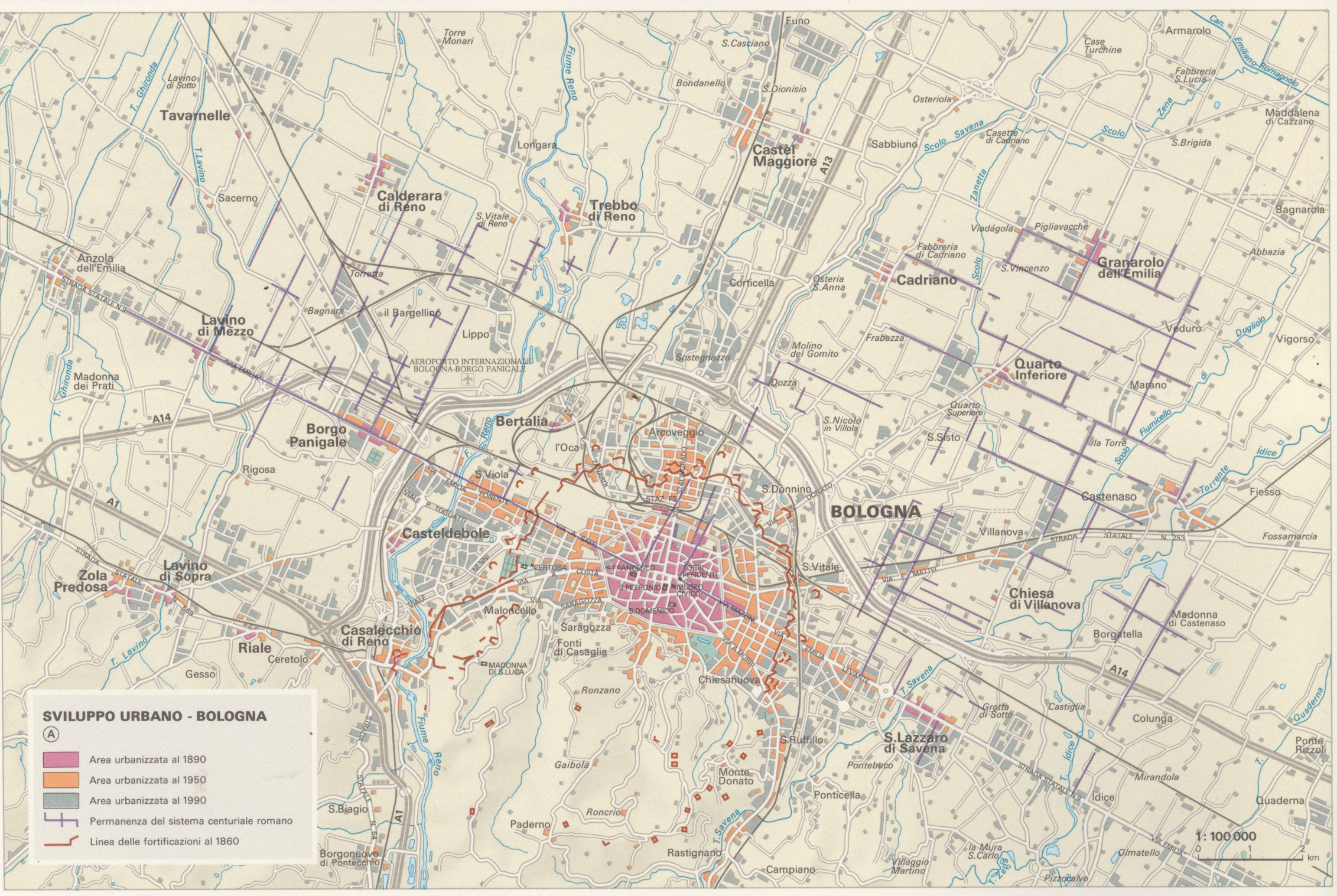
Lo sviluppo urbano della città a partire da fine Ottocento

Alla fine del conflitto molte industrie erano gravemente danneggiate, come la rete ferroviaria e quelle stradali, idrica, elettrica, fognaria e del gas. Ma soprattutto molti dei suoi edifici, compreso il 44% del suo patrimonio edilizio storico, apparivano distrutti o danneggiati: la Basilica di San Francesco, l'Archiginnasio, la Loggia dei Mercanti, il monumento sepolcrale di Rolandino de' Passaggeri, il Teatro del Corso, la chiesa di San Giovanni in Monte, l'Oratorio di San Filippo Neri e la casa di Guglielmo Marconi. La nuova amministrazione comunista si impegnò a fondo in ambito edilizio - soprattutto nella ricostruzione dei numerosi edifici monumentali danneggiati e nella realizzazione di piani urbanistici per l'edilizia popolare. Nel 1955 si approvò il nuovo piano regolatore e la città si avviò verso il boom economico. 

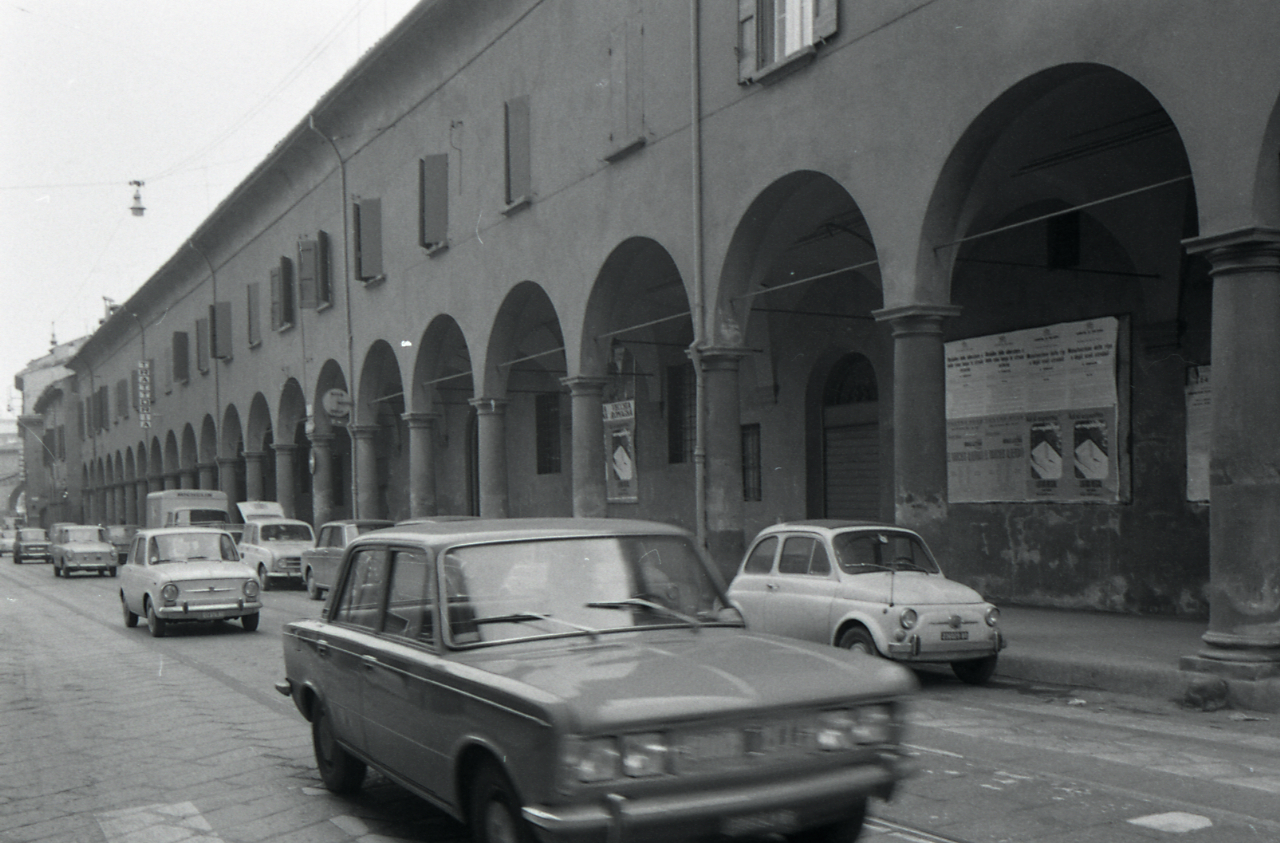
Via San Vitale nel 1969

Dal dopoguerra la città è stata sempre un baluardo e fiore all'occhiello delle amministrazioni di sinistra e l'appellativo Bologna la Rossa, che originariamente derivava dal colore dei mattoni dei palazzi del centro storico, iniziò ad avere un significato politico. Negli anni cinquanta e sessanta Bologna esperimentò una forte crescita economica, diventando una delle città più ricche d'Italia. Meta di una sempre più intensa immigrazione dalle campagne e dalle regioni del centro-sud Italia, la città attraversò grandi cambiamenti culturali e sociali, mentre un'intensa urbanizzazione investiva le zone coltive fuori dalle mura cittadine, dove sorsero nuovi quartieri residenziali. Nel luglio 1967 fu inaugurata la prima tangenziale d'Italia, realizzata su progetto degli ingegneri Francesco Fantoni e Giorgio Mondini. Nel 1968 prese avvio il piano Tange, che portò alla nascita del quartiere fieristico e della città degli affari, rappresentati dalle nuove torri fuori Porta Mascarella. Si ampliò l'aeroporto che nel 2004 diventerà uno scalo intercontinentale.

### Glianni di piomboe la strage di Bologna

Blindato fermo in una via di Bologna durante i Fatti di Bologna dell'11 marzo 1977

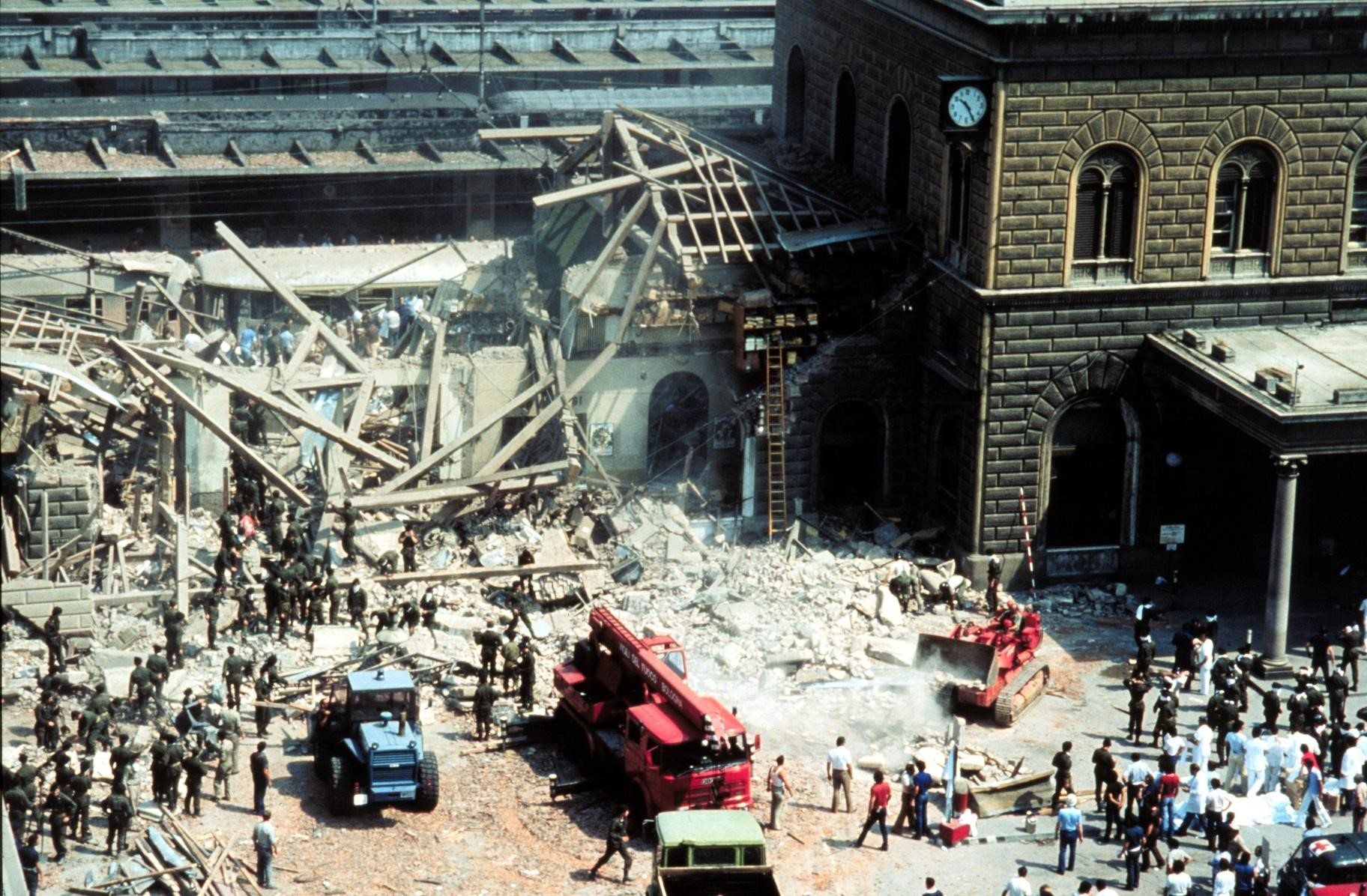
La Stazione di Bologna dopo l'esplosione

Gli anni settanta, in Italia, furono gli anni di piombo dei terroristi, dell'esplosivo delle stragi, di una realtà sociale schiacciata da un'inflazione del 20 per cento. Anche a Bologna il clima si surriscalda: studenti universitari manifestano contro il governo e la polizia. L'11 marzo 1977, durante un corteo studentesco, Francesco Lorusso viene ucciso dai carabinieri. La morte del giovane provoca numerose iniziative di protesta, alcune delle quali degenerano in tumulti e violenze. Il giorno successivo la polizia fa irruzione negli studi di Radio Alice, l'emittente libera che aveva dato la notizia della morte di Lorusso, e ne interrompe le trasmissioni con la forza durante una diretta. Il ministro degli interni Francesco Cossiga dispone l'invio di mezzi militari cingolati nella zona universitaria. L'impatto psicologico fu notevole - i mezzi militari che percorsero via Zamboni vennero generalmente percepiti e descritti come carri armati.
Ma gli anni del terrore culmineranno a Bologna il 2 agosto 1980, quando una bomba di eccezionale potenza scoppia nella sala d'attesa di seconda classe della stazione dei treni. L'esplosione, che investe anche alcuni vagoni fermi sotto la pensilina, provoca 85 morti ed oltre 200 feriti: è la strage di Bologna. Si tratta del più grave attentato mai compiuto in Italia: esso si inserisce in un momento molto difficile nella storia italiana degli ultimi cinquanta anni. Per la strage di Bologna sono stati condannati, dopo un lungo iter processuale, quattro esponenti dell'estremismo di destra: Francesca Mambro, Valerio Fioravanti, Luigi Ciavardini e Gilberto Cavallini. I quattro terroristi si sono sempre proclamati innocenti. L'ex capo della loggia massonica P2, Licio Gelli, l'ex agente del SISMI Francesco Pazienza e gli ufficiali del servizio segreto militare Pietro Musumeci e Giuseppe Belmonte sono stati a loro volta processati e condannati per aver depistato le indagini.

## Storia recente

La strage del Pilastro, dove persero la vita tre carabinieri sotto i colpi della banda della Uno Bianca

Il 4 gennaio 1991, nell'area del quartiere San Donato nota come "Pilastro", la banda della Uno bianca uccise 3 carabinieri. La strage venne inizialmente rivendicata dalla Falange Armata. In seguito ad altre azioni criminali in quegli anni (in tutto 103), la banda uccise 24 persone e ne ferì 102, finché nel novembre 1994 vennero catturati i fratelli Savi e altre persone dell'organizzazione: tutti poliziotti, eccetto Fabio Savi.
Nel 1999, dopo 55 anni di "giunte rosse", arrivò un brusco cambiamento politico, con l'elezione a sindaco per la prima (e ad oggi unica) volta di un esponente del centro-destra, Giorgio Guazzaloca. Il 19 marzo 2002 venne ucciso a Bologna dalle Nuove Brigate Rosse il professore Marco Biagi, noto giuslavorista e consulente di diversi ministri del lavoro negli anni precedenti.
La maggioranza in Comune tornò al centro-sinistra nel 2004, con l'elezione a primo cittadino di Sergio Cofferati, già segretario generale del sindacato CGIL dal 1994 al 2002, sostenuto dall'intera coalizione dell'Ulivo e dell'Italia dei Valori, con la partecipazione determinante della cittadinanza attiva (85 movimenti e associazioni, molte delle quali diedero vita nel 2005 alla Rete Unirsi). Cofferati non si ricandidò per le elezioni amministrative del 2009, alle quali venne eletto sindaco, Flavio Delbono, del Partito Democratico, il quale però si dimise nel gennaio 2010, a seguito dell'apertura di un'indagine per reati di peculato, truffa aggravata ed abuso d'ufficio relativamente al periodo nel quale ricopriva la carica di vicepresidente della Regione Emilia-Romagna. Il 16 maggio 2011, dopo 15 mesi di commissariamento del comune da parte del commissario prefettizio Annamaria Cancellieri, viene eletto sindaco l'esponente del Partito Democratico Virginio Merola, che il 19 giugno 2016 otterrà un secondo mandato. Dall'11 ottobre 2021 il sindaco della città è Matteo Lepore, anch'esso esponente del Partito Democratico e già assessore delle giunte Merola.